# マイリトルポニー〜トモダチは魔法〜
『マイリトルポニー〜トモダチは魔法〜』（マイリトルポニー トモダチはまほう、My Little Pony: Friendship Is Magic）は、アメリカのハズブロ・スタジオ（Hasbro Studios）が企画し、カナダのDHXメディア/バンクーバー（DHX Media/Vancouver、旧スタジオ・B・プロダクションズ〈Studio B Productions〉）が製作したテレビアニメである。
『マイリトルポニー』シリーズのアニメシリーズとしては1980年代の『My Little Pony』、『My Little Pony: Escape from Catrina』、『My Little Pony: The Movie』、『My Little Pony 'n Friends』、1992年の『My Little Pony Tales』、2000年代のOVA（いずれも日本未公開）に続く最新作となる。
日本では、シーズン1およびシーズン2が2013年4月2日から2014年10月17日までテレビ東京ほかで放送された。シーズン3およびシーズン4が2019年8月3日から2020年3月28日までDlifeで放送された。シーズン5およびシーズン6が2021年12月2日から2022年4月4日までにディズニー・チャンネルで放送された。

## あらすじ
キューティーマーク（Cutie Mark）
ポニーたちの尻についているマークで、そのポニーの個性を示すもの。
幼児期のポニーにはキューティーマークはなく、ある程度成長したら現れるものであるが、いつ出てくるかには個体差がある。また、魔法で出現させることは不可。
キューティーマークがまだ出ていないポニーはいじめの対象にされることもあり、英語版ではブランクフランクと呼ばれていた
エレメント・オブ・ハーモニー
トワイライトたち6頭が使う最強の魔法。
他の5頭のは首輪みたいに首につけるものだが、トワイライトのは大きく異なり、ティアラ型であり、それを頭につけている。
また、エレメント・オブ・ハーモニーについている宝石の色と形はアップルジャックのはオレンジ色のリンゴ（はっぱの部分は緑色）型、フラッターシャイのはピンク色のチョウチョ型、ピンキーパイのは水色の風船型、レインボーダッシュのは赤色の稲妻型、ラリティのは紫色のダイヤ型、トワイライトのは赤紫色の六芒星の星型である。
舞台
エクエストリア（Equestria）
ポニーたちが暮らす王国で、現在はプリンセス・セレスティアが治めている。名前の由来は「馬」を意味するラテン語のequus、および英語で「騎手」を意味するequestrian。国民は主にアースポニー、ペガサス、ユニコーンの3種族から構成されている。
キャンタロット（Canterlot）
エクエストリアの首都で、住民の多くはユニコーン。トワイライトスパークルの故郷。canterは「馬のゆるい駆け足」を意味し、名前はキャメロットにも由来している。ローレン・ファウストは当初Canterburyという名前にするつもりだったが、クレイグ・マクラッケンのアイディアでCanterlotに変更された。
ポニーヴィル（Ponyville）
エクエストリア内陸部にある田舎町で、住民の多くはアースポニー。皆で一斉に雪かきをして春を迎える祭りや、現実世界のハロウィンに相当するナイトメアナイトなど、四季折々の行事がある。
帰らずの森（Ever Free Forest）
ポニービル西部にある森。ポニーたちの管理を必要とせず、様々な生物が生息している。古い城の遺跡や、呪術師ゼコラの自宅がある。
クラウズデール（Cloudsdale）
空に浮かぶ雲の上につくられた町で、住民はペガサスのみ。レインボーダッシュとフラッターシャイの故郷。虹や雪などの天気を製造するのもここ。
クリスタル・エンパイア (Crystal Empire)
クリスタルでできた国。
アップルーサ（Appleloosa）
アップルジャックの親類が暮らす開拓村。さながら西部劇のような風景が広がり、大きなリンゴ農園もある。
メーンハッタン（Manehattan）
エクエストリアの東海岸に位置する、高層ビルが建ち並ぶ大都市。アップルジャックの親類であるオレンジ夫妻が暮らす。
フィリーデルフィア（Fillydelphia）
作中でたびたび名前のみ登場する、エクエストリア東端の都市。
ロックファーム (Rockfarm)
かつてピンキーパイが住んでいた村。周りには岩や石がたくさんあり、鉱石も豊富にある。ピンキーパイの両親と姉妹が住んでいる。

種族
アースポニー
普通のウマに似たポニーで、特殊能力は持たないものの、大地や生物との関わりが深く、農作物を育てることが得意。
ペガサス
翼の生えたポニーで、運動能力に優れ空を飛べる。また、天気を変えることも彼らの役目。
ユニコーン
頭に生えた角で魔法を操ることができるポニー。使える魔法は多様で、明かりや念力などの基本的なものから、食べ物が嫌いになる魔法などの変わり種もある。
アリコーン
角と翼の両方を持つ特別なポニー。エクエストリアのプリンセスたちは皆アリコーンであり、ユニコーンの魔法、ペガサスの飛行力、アースポニーの力と優しい心をあわせもつとされる。日本語吹き替え版では第20話（通算）の『リトルポニーTV』（リトルポニーティービー）で言及された。
物語の舞台となるのは翼を持ち空を飛ぶことのできるペガサス、角を持ち魔法を使うことのできるユニコーン、農業によって食べ物を創りだすことのできるアースポニーの3種族とロバなど少数の非ポニーによって構成されている魔法の国、エクエストリアである。
エクエストリアでは、2頭の特別なポニーがそれぞれ昼と夜を司っていた。だが、一方のポニーが孤独のあまり心を悪に染めナイトメアムーンへと変身。エクエストリアを永遠の夜に包み込もうとする。ナイトメアムーンの姉であるプリンセス・セレスティアは、この国で最も強力な魔法"エレメント・オブ・ハーモニー"の力で妹を月の中に封じ込めた。
その1000年後。プリンセス・セレスティアの弟子、トワイライトスパークルはナイトメアムーンの封印が弱まっていることに気付き、夏至の祭りの準備をしていたセレスティアにその事実を知らせる。しかし、セレスティアは「祭りが行われるポニービルへ行き、準備を監督しなさい。あと友達をつくること」と答えるのみ。トワイライトはその返答に失望するもしぶしぶポニービルへ向かった。監督の仕事を通じて彼女は街の個性的な住民たちと出会っていく。
夏至の祭りの当日、ナイトメアムーンはその姿を現し、プリンセス・セレスティアに替わり自分が女王となり、エクエストリアを夜が永遠に続く国とすることを宣言する。トワイライトはナイトメアムーンの野望を阻止するため5頭のポニー、アップルジャック、フラッターシャイ、ピンキーパイ、レインボーダッシュ、ラリティとともに失われたエレメント・オブ・ハーモニーを見つけ出すため帰らずの森の奥にあるかつて姉妹が共に住んでいた城へ向かう。
彼女ら5頭は振りかかる様々な障害を切り抜けエレメント・オブ・ハーモニーを手に入れるもトワイライトはそれを発動させることができず、エレメントはナイトメアムーンによって打ち砕かれてしまうが、トワイライトは突如自分たち6頭がそれぞれエレメント・オブ・ハーモニーの各要素、すなわち信頼、親切、笑顔、優しさ、忠実、そして魔法を象徴していることを悟る。
トワイライトたちが発動させた友情の魔法にナイトメアムーンは打ち倒され、それと時を同じくしてプリンセス・セレスティアは姿を現し変身する前の姿に戻ったナイトメアムーン、すなわち彼女の妹であるプリンセス・ルナと対話する。プリンセス・セレスティアは友情についてより深く学ぶため、そして何よりもトワイライトと彼女に新しく出来た友人たちの幸せのため彼女をポニービルに住まわせた。

## 製作までの経緯
ハズブロはこれまでにマイリトルポニーシリーズのグッズ・メディア展開を何年にもわたって行ってきており、コレクターは従来のシリーズを第1世代から第3世代までに分類している。例えば1992年に放送されたテレビアニメen:My Little Pony Talesは、『マイリトルポニー〜トモダチは魔法〜』以前の作品であり、デザイン上の区分としては第1世代に当てはまる。このアニメ以降はOVAでのリリースが続き、第3世代になって現在のものに近いデザインに改良された。
マイケル・ベイ監督の映画『トランスフォーマー』の成功により新しい風が吹いたトランスフォーマーシリーズのように、『マイリトルポニー』シリーズも、今の世代の女の子たちに愛されるようなデザインに一新したいとハズブロは考えていた。テレビ局The HubのCEOであるマーガレット・ローシュは、「かつて我々が手掛けた番組について再考するということは、そのような番組を見てきたであろうテレビ局の上層部の意見によって我々に限界を覚えさせる、重要な決断となった」と話している。The Hubの副社長であるリンダ・スタイナーも、「家族向けチャンネルであるThe Hubとしても、このような番組が親子で楽しめるものであることを、大勢の視聴者たちに証明してもらいという意図があった」と話している。
アニメーター兼脚本家のローレン・ファウストはオリジナルのおもちゃのアイデアであるギャラクシー・ガールズをアニメ化したいと考えていた。ファウスト自身、『パワーパフガールズ』や『フォスターズ・ホーム』といったテレビアニメの制作に携わっており、何年もの間女の子向けオリジナルアニメの計画を練ってきたが、そのような作品は失敗しやすいと考えていたスタジオやテレビ局に受け入れられずにいた。ハズブロ・スタジオのリサ・リヒト（Lisa Licht）に売り込んだ際、リヒトは、マイリトルポニーシリーズの一つであるPrincess Promenadeをその場で見せた。彼女は、ファウストの画風がそのアニメに合っていると考え、ファウストにマイリトルポニーの新作を作らないか頼み込まれた。
当初、ファウストは自身のアイデアを概念化する手助けを受けつつ、番組の参考資料のためにハズブロに雇われた。その時彼女は、女の子向けのおもちゃを原作としたアニメなんてつまらなくて自分にとってどうでもよいものだと考えていたため、この仕事を引き受けたときはうまくいくかどうか懐疑的になっていた。マイリトルポニーシリーズは彼女が子供のころ好きだったおもちゃだったが、そのようなアニメは大体「お茶会が延々と続いたり、なんでもないことで笑ったり、悪党を泣き脅したり分け合いっこして仲直りする」内容である印象があり、うんざりしていたと彼女は語っている。『マイリトルポニー』シリーズの仕事に携わるチャンスを得た時、彼女は女児向けアニメがぶりっ子ものじゃないことを証明したいと望んでいた。それを実現させるべく、彼女は理想的な女の子のステレオタイプを否定し、個性的なキャラクター群を作り出し、「友達には個性があり、それゆえ対立することもあるが、ずっと仲良しでいることもできる。そしてその子たちの考えは他人がどうこう言うことで制限されるものではない」というメッセージなど、多くの新しい要素を番組内に組み込んでいった。キャラクターの性格や番組の設定の一部は、彼女が子供のころに考えたポニーの冒険の物語や、兄弟たちと一緒に見た『戦え!超ロボット生命体トランスフォーマー』や『地上最強のエキスパートチーム G.I.ジョー』などのテレビアニメを参考にしている。ファウストは、女児の視聴者層をより広く取り込むため、やせっぽちや読書家といった典型的な女の子らしいパターンを取り入れ、キャラクターに対して親近感が持てるようにした。
番組づくりのアイデアをハズブロに提供するほど、ハズブロ側から今までにいない反応を示されて刺激を受けていると、ファウストは語っている。当初彼女は冒険ものの要素と、友情者の要素を同じくらいの比率で描きたいと考えていたが。しかし、年長の視聴者層も想定に入っているため、冒険ものの部分で複雑なプロットを築くのが難しいということもあり、冒険ものの要素を減らしたうえで、キャラクター間のやり取りにより重点を置いた。この番組には、子どもに恐怖感を与えるためにドラゴンやヒュドラ、マンティコア、グリフォン、ウィンディゴ、コカトリス、ケルベロス、チェンジリング、ミノタウルス、シーサーペント、フェニックス、アウィソトル（アステカ神話に登場する、水辺に生息する犬型のクリーチャー）といった伝説上の生き物も登場するが、これらの生物にはコミカルな一面もあり、キャラクター間の友情を深める存在にもなっている。企画が通ったころ、ファウストはシリーズに向けて3つの脚本を完成させていた。それから、ファウストはコンセプト・スケッチを手掛け、いくつかは彼女のdeviantARTのページにも掲載され、その中には第1世代（トワイライト、アップルジャック、ファイアフライ、サプライズ、ポージー、スパークラー）も含まれており、それらのキャラクターはのちのメインメンバーへと発展していった。
ハズブロは彼女をこの番組の製作総指揮に任命し、彼女に参考資料を完成させるように頼んだ。ハズブロの期待に応えるべく、彼女はかつて別の作品で一緒に仕事をしたポール・ルーディッシュとMartin Ansolobehereを呼び寄せた。このうち、ルーディッシュからナイトメアムーンや、天気を操るペガサスのキャラクターなどのアイデアを提供してくれたと彼女は確信を持って話している。また、彼女は『パワーパフガールズ』や『フォスターズ・ホーム』で一緒に仕事をした夫のクレイグ・マクラッケンにも協力を仰いだ。最初の参考資料を見たハズブロはファウストらにより多くのキャラクターデザインをくれないかと尋ね、すぐさま彼女は背景とキャラクターのスタイルを改良すべく デイブ・ダネット とリン・ネイラーを呼び寄せた。
参考資料の完成後、ファウストとハズブロはアニメ化を手掛けるスタジオを探し始めた。スタジオ・B・プロダクション（2010年9月8日、買収によりDHXメディアに改称）は、動物が出てくるFlashアニメ作品や番組を数多く手掛けており、ファウストはこの企業がちょうどよいと感じた。スタジオBはジェイソン・ティエッセンを監督にしたいと申し出、ファウストもそれに賛成した。ファウスト、ティエッセン、ジェームズ・ウットンは2分の短編アニメーションを参考資料としてハズブロに提出し、テレビ番組として放送してよいという承諾が出た。のちにファウストはここまで来るのに1年はかかっただろうと振り返っている。

## 製作
この番組の脚本はロサンゼルスのハズブロ・スタジオが担い、アニメーションパートはカナダのバンクーバーにあるDHXメディア・バンクーバーが担う形で共同制作を行っている。
ハズブロ・スタジオにいるファウストと脚本スタッフらは、彼女の過去の作品に携わった経験があり、ハズブロからも信頼されている。この中にはエイミー・キーティング・ロジャース、シンディ・モロウ、M・A・ラーソン、クリス・サビーノ、ミーガン・マッカーシー、デイブ・ポルスキー、シャーロット・フラートンといった脚本家たちも含まれている。
脚本はまず、原作者であるファウストと、シリーズ構成のロブ・レンゼッティの2人がそれぞれの回のアイデアを出し合うところから始まる。それから、2人はその回を担当する脚本家とブレインストーミングを行い、脚本家がシーンや会話を書き出していく。そのあと三人で脚本を最終段階に持ち込み、ストーリーの進め方を決めていく。
ハズブロはこの段階で、コンセプトの一部を番組に組み込むために、彼らのやり取りに参加している。たとえば、登場人物の一人であるセレスティアのキャラクターの性質を女王様ではなくお姫様にしてほしいという注文を付け、彼女がおしゃれに興味を持つ一面が加えられた。それにあわせておもちゃの方も、ラリティのブティックといった関連アイテムが売り出された。
基本的にハズブロはファウストら製作陣の意向を尊重しているが、おもちゃの設定を本編に反映させることがある。その一例として、ポニービルの小学校の校舎が挙げられる。また、ハズブロは、ファウストに対し、教育もの（E/I）としても見るに堪える作品にしてほしいという要望を送ったところ、彼女は自分なりに、他のアニメではまねしづらい方法で、それにこたえてみせた。たとえばあるキャラクターが相手の慎重さを評して頭でっかち（Egghead）と呼ぶ場面や、不正行為をしてまで相手を出し抜こうとするキャラクターを嫌な奴と呼ぶ場面がそれに該当すると、ファウストは話している。いずれの回も教訓や道徳が題材となっているが、ただ視聴者に押し付けるのではなく、自らの体験を思いこさせる描写になっている。知的財産の問題からハズブロが原作に登場する一部のポニーたちの命名権を手放すことになったため、番組に登場するポニーのうち、何頭かは今までのおもちゃのシリーズに登場してきたポニーの名前を組み合わせたものであり、この番組から初めて登場するキャラクターもいる。

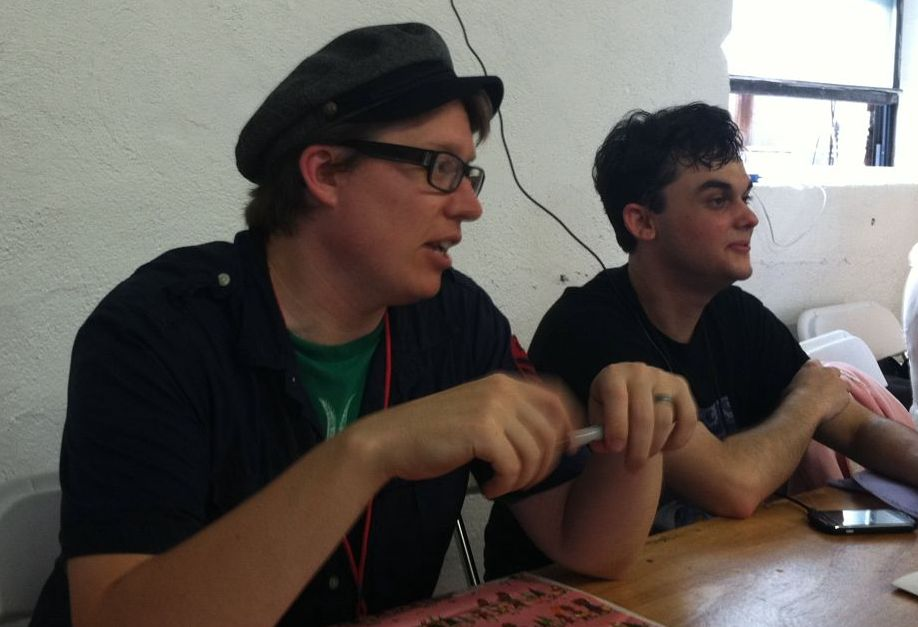
総監督を務めるジェイソン・ティエッセン（左）と、MLPの大型ファンサイトの管理人であるShaun Scotellaro ("Sethisto")。2011年のブロニーコンにて。

完成した脚本は、プリプロダクションを担うスタジオBに送られ、ここでAdobe Flashを用いてアニメーションが創られる。ティエッセン率いる制作チームは、ハズブロからこの集団の重要な人事を決める権利が与えられており、美術監督のリッド・ソレンソンはこの権利によってその座に就くことができた人物である。スタジオBの製作陣は送られてきた脚本からストーリーボードを書き起こす。この脚本には演出の指示以外にも、脚本家がアニメーションで表現できるであろうと考えていることが多く詰め込まれている。アニメーターたちは、キャラクターの基本的なポーズやレイアウト、背景といった、アニメ制作において必要な要素を準備してから試作版を作ってロサンゼルスに送り、それを見てもらった上で感想を聞き脚本家たちからアドバイスをもらう。
当初は共同監督、シーズン2より監督として参加しているジェームズ・ウットンはこの番組向けにFlashプログラムを作成し、ティエッセンから技術の専門家として信頼されている。そのプログラムによりキャラクターや背景が簡略化された状態で位置やポーズを確認でき、作業時間を数週間短縮させることに成功した。たとえば、ポニーたちのたてがみや尻尾は、複雑な形状をしているが、実際は三次元の方向に線がカーブを描いて伸びており、それが伸び縮みすることで、様々な表現ができ、わざわざ動く映像を用意して費用がかさむという心配がなくなる。
ストーリーボード担当者とアニメーターは、世界観を膨らませるため、背景にモブキャラクターを設置する必要がある。脚本家のミーガン・マッカーシーは、この段階でファンサービスや、ポップカルチャーへのオマージュ、イースターエッグといった様々な要素が詰め込まれると話している。
プリプロダクションが完成したところで、制作陣はいよいよアニメーション化に取り掛かる。主要なアニメーション制作はスタジオBが担うが、第1シーズン後半以降に入ると仕上げはフィリピンのトップ・ドロー・アニメーションが担うようになった。
原語版のキャスティングおよび声優のプロデュースはヴォイスボックス・プロダクション（Voicebox Productions）が担当し、作品の音響監督はテリー・クラッセンが担当した。出演する声優はファウストとティエセンとすでに選ばれた声優が選び、最終的な承認はハズブロが出した。収録はアニメーション完成に先駆けて行われ、アニメーターたちが、演出の補助にあたった。ピンキーパイの声を当てたリブマンはこれにより出演者たちは何の制約もなく自由に演技ができたと話しており、活発なピンキーパイのことばを引用して「彼ら（アニメーターたち）が足を引っ張ることなく、私は好きなだけ高いことへ行くことができる」と話したと話した。

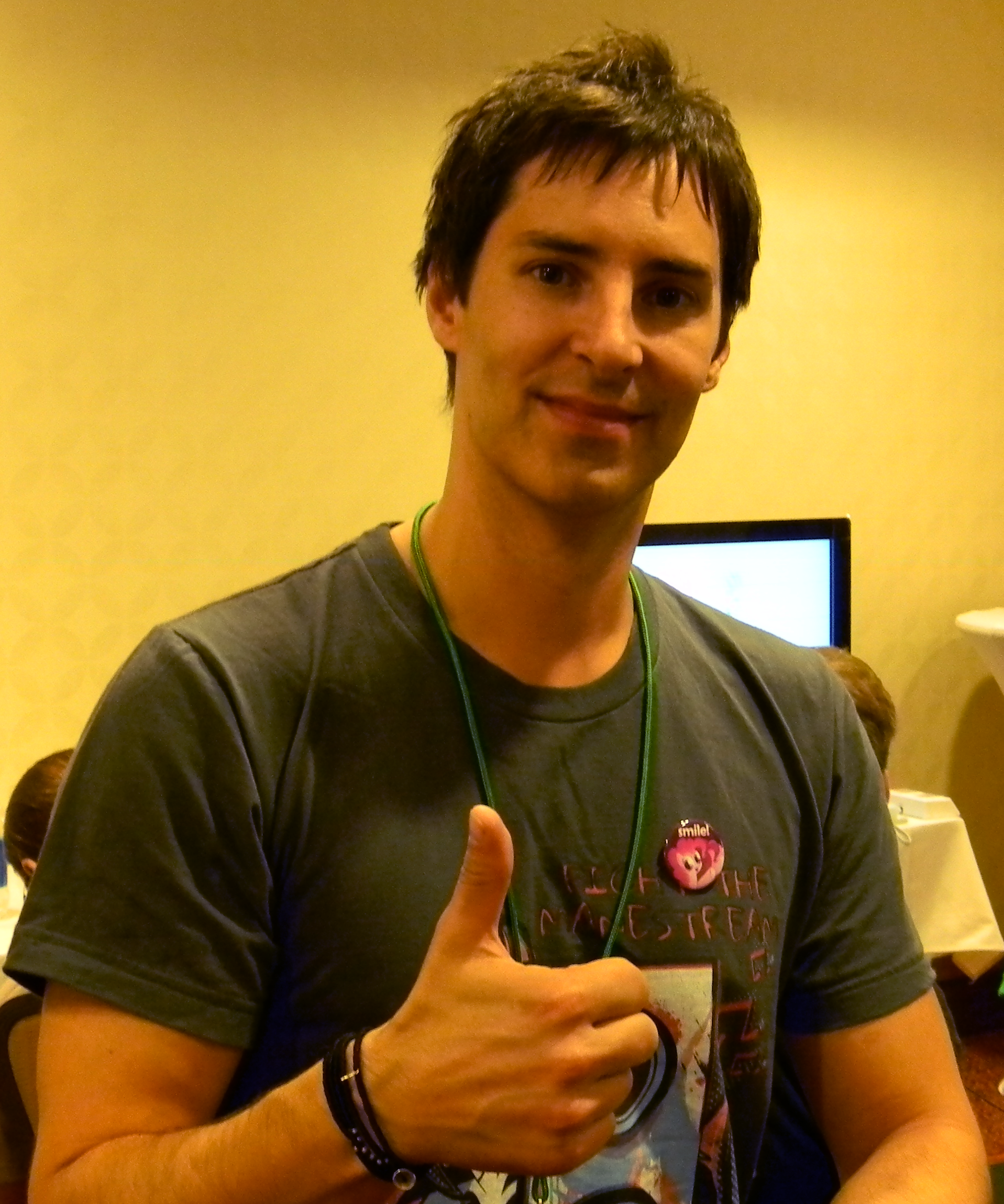
ダニエル・イングラム、 Everfree Northwest 2012にて。

この番組の音楽はウィリアム・ケビン・アンダーソンが担当し、ダニエル・イングラムは主題歌および劇中歌の作曲を担当している。劇中歌は、ミュージカルのように会話を歌にしたものが多い。
製作陣は本編中の音楽で変化が要ると感じた時に、アンダーソンがその要望に対して的確に応じてくれると話している。アンダーソンによる歌の作曲はもちろん、イングラムの作品も、作品に幻想的な雰囲気を満たす役割をもつBGMとうまくかみ合っている。音楽や劇中歌の作曲は番組の放送よりずっと前から製作が開始される。実際、2012年11月にアメリカ合衆国で放送が始まった第3シーズンの劇中歌は放送より1年前の2011年に作られたものである。ハズブロは朝の子供向け番組の常識を覆すような音楽を作るようイングラムに頼み、その期待に応えようと努力した結果、「壮大で、叙事詩的で、ブロードウェイ・ミュージカルや映画音楽により近づいた」ものになったと、イングラムは話している。
歌詞や曲のテーマについて脚本家がアドバイスを出すこともあり、例えばスティーヴン・サンドハイムのファンを自認するエイミー・キーティング・ロジャースが手掛けた曲のうち、第1シーズンの『ラリティのドレス』という回で用いられた"The Art of the Dress"という楽曲はミュージカル作品『ジョージの恋人』の劇中歌"Putting it Together"にインスパイアを受けたものであり、第1シーズン最終話で用いられた"At The Gala"は、『イントゥ・ザ・ウッズ』が元になっている。多くの劇中歌が用いられた『アップルサイダー対決』（原題："The Super Speedy Cider Squeezy 6000"）は、メレディス・ウィルソンの『ミュージック・マン』の劇中歌"Ya Got Trouble"にささげたものとなっている。
番組が承認される前、ファウストが参考資料として"The Ticket Master"という話の台本を提出した際、ハズブロとファウストは11分ほどの番組を想定していた。だが、ファウストが従来通り22分ほどの番組にしてほしいと頼んだところ、最終的にハズブロも彼女の要望を認めた。
製作当初のスケジュールは厳しいもので、ファウストのスケジュールは自身が思っていた2倍のはやさで進んでいき、ロサンゼルスの脚本チームとバンクーバーのアニメーターチームの間では、遠隔通信によるやり取りが頻繁に行われた。それでも、双方を集めてミーティングを開き、アニメーターは脚本家の意見をビジュアルや身振り手振り、キャラクター作りなどに生かしていった。ファウストは1つの話を作るのに1年かかると推測しているが、実際のところ第1シーズン全26話分は、進み具合は異なれど同時進行で制作されている。第2シーズンが通った時、その放送予定分は32個に膨らんだ。ティエッセンは製作陣からスタッフが抜けるのを防ぐため、第1シーズンの放送が終わってからできるだけ早く第2シーズン制作に取り掛かったことを話している。
第1シーズン放送終了後、ファウストは製作から離れ、顧問製作者としてクレジットされるようになった。第2シーズンでは、ストーリーのコンセプトや脚本の一部を担当していたが、放送終了後は、その仕事からも外れた。製作陣から抜けることになっても、ファウストはスタッフたちと一緒にできたことを最高の幸せとし、「私がいなくなっても、第1シーズンからみなさんを楽しませた素晴らしいスター、脚本家、監督の方々が番組を引っ張っていくでしょう。私はこの番組が今までのように素晴らしいものであり続けると、確信しています」と話した。

## 登場キャラクター
声優は、日本語吹き替え版 / 英語版。不明の場合は「（未定）」と表記。

### メインキャラクター

#### 主なキャラクター
主人公を含めた主要キャラクター6頭は、制作スタッフおよびファンから「メーンシックス（Mane 6）」と総称される。「主要な」という意味のmainと、「たてがみ」を意味するmaneをかけたものである。
トワイライトスパークル（Twilight Sparkle）
声 - 沢城みゆき（シーズン1 - 2〈テレビ東京版〉）、塙真奈美（シーズン1 - 2〈YouTube版追加録音部分〉、シーズン3 - ） / タラ・ストロング（台詞）、レベッカ・ショイチェット（歌）
薄い紫色のボディと紺色・赤紫色・紫色のたてがみのユニコーン。本作の主人公。魔法のシンボルで、キューティーマークは赤紫の大きな星の周りに5つの小さな白い星が並んだデザインをしている。
研究や読書が好きな典型的な優等生タイプで、勤勉で皆をまとめるのが得意。几帳面で、何事にも入念な計画とチェックリストづくりを欠かさない。一方で融通が利かない一面もあり、計画通りに物事が進まなかったり、不測の事態に直面したりすると、パニック状態に陥ってしばしば状況を悪化させる。
首都キャンタロットで勉学に励む日々を送っていたが、夏至祭りの監督係と友達づくりに励むようプリンセスセレスティアに命じられ、ポニービルにやってきた。ポニービルに初めて来た頃は、友達づくりよりもナイトメアムーンについて調べることを優先していたが、仲間と共に永遠の夜の危機を阻止したことで、友情の大切さを知った。
勉強の甲斐あって、話が進むにつれてかなり高度な魔法を操れるようになる。しかし、自分から魔法をひけらかすようなことはせず、常に謙虚である。
シーズン3終了時にアリコーンに進化する。
シーズン4終了時にゴールデンオーク図書館はロードティレックよって破壊し、友情の城に移動する。
シーズン9終了時にエクエストリアの支配者になり、ラスタードーン（Luster Dawn）という名前の自分の学生がいた。
ピンキーパイ（Pinkie Pie）
声 - 三森すずこ（シーズン1 - 2〈テレビ東京版〉）、みすずりえ（シーズン1 - 2〈YouTube版追加録音部分〉、シーズン3 - 6）/ アンドリア・リブマン（台詞）、シャノン・チャン・ケント（歌）
ピンク色のボディを持ち、巻き毛でフクシャ色のたてがみを持つアースポニー。笑顔のシンボルで、キューティーマークは2つの水色の風船の間に、1つの黄色い風船が並んだデザインである。
陽気な性格で、歌やパーティやいたずらなど楽しいことが大好き。社交的で、誰とでも友達になろうとする。陽気を通り越した突飛な言動で呆れられることも多いが、これらは全て、皆を笑顔にすることが自分の使命であるという行動理念に基づいたもの。
一見おバカキャラだが、意外に策略家で口が上手。状況を呑み込むのも早い。また、スピード自慢のレインボーダッシュをあっさり先回りするなど、行動力や運動能力も型破りである。物理法則を無視した動きや第四の壁を破る言動も目立つ。
食いしん坊で、特にお菓子が好き。ケーキ夫妻が営む洋菓子店で働いている。ケーキ夫妻に双子の子供ができたあとは、毎週火曜日にベビーシッターも任されている。
シーズン9終了時にチーズサンドイッチの将来妻し、友情評議会のメンバーになる。
両親からはピンカミーナ・ダイアン・パイ（Pinkamena Diane Pie）と呼ばれている。実家は採石場を所有・管理しており、両親のほかに3人の姉妹がいる。
彼女のたてがみはもともとストレートだったが、キューティーマークの発現に合わせて巻き毛になった。激しく落ち込むとストレートのたてがみに戻り、体色だけでなく性格も暗くなる。
アップルジャック（Applejack）
声 - 徳井青空（シーズン1 - 2〈テレビ東京版〉）、小川夏実（シーズン1 - 2〈YouTube版追加録音部分〉、シーズン3 - ） / アシュリー・ボール
明るいオレンジ色のボディと金色のたてがみを持つアースポニーで、「スイートアップル農園」の娘。信頼のシンボルで、キューティーマークは3つの林檎。
典型的なカウガールで、カウボーイハットと「イーハー！」という掛け声が特徴。前足をクロスさせるクセがある。運動能力に長け、投げ縄などロデオの名人である。英語版では南部訛りの強い口調で話す。
気丈なしっかり者で皆から頼りにされているが、頑固な一面も併せ持つ。それが仇となって、自分の仕事で過労状態に陥りながらも仲間の手伝いを何でもかんでも引き受け、全部ダメにしたこともある。また、嘘を付けない性格で、直截に物を言いすぎて誤解や反発を招くこともある。
がさつな性格で、オシャレには無頓着。そのためラリティとは言い争いになることが多い。ただ、子供の頃はオシャレな都会暮らしに憧れ、家族の元を離れて親戚が住むメーンハッタンで生活していた経験がある。
祖母、兄、妹と一緒にリンゴ農園を営んでいる。両親は不在。家族思いの働き者で、リンゴの手入れや収穫、リンゴを使ったお菓子の製造・販売まで、家族の中心になって励んでいる。
小学生時代、キューティーマークが現れるのがクラスで一番遅かった（兄や祖母も同じだった）。
シーズン9終了時に友情評議会のメンバーになる。
ラリティ（Rarity）
声 - 佐々木未来（シーズン1 - 2〈テレビ東京版〉）、田端佑佳奈（シーズン1 - 2〈YouTube版追加録音部分〉、シーズン3 - ） / タバサ・セント・ジェルマン（台詞）、カズミ・エバンス（歌）
白いボディと紫色のたてがみを持つユニコーン。優しさのシンボルで、キューティーマークは3つのひし形のダイヤモンド。
オシャレ好きなファッションデザイナーで、「カルーセル・ブティック」という洋服店を営んでいる。オシャレの都であるキャンタロットに住むのが夢。宝石を探知する魔法が得意で、服の飾りやアクセサリー用の宝石を探しに鉱山へよく出かけている。
本人も自覚しているほどナルシストで、目立ちたがり屋。アイシャドウや付けまつ毛を愛用し、行きつけのスパに通うなど美容にも熱心。力仕事と汚れ仕事を好まないが、意外に力持ちで、また頼まれたことには精一杯応えようとする。上品な振る舞いを心掛けており、英語版では古風な上流階級の口調（en:Mid-Atlantic English）で話す。
言葉巧みに異性を丸め込んでトラブルを切り抜ける才能がある。またイケメンに目がなく、理想のタイプに出会うと積極的にアタックするが、いつも片思いに終わってしまう。一方でスパイクからベタ惚れされているが、恋愛対象に見ていない。
ユニコーンとしてのプライドがあり、トリクシーのような嫌味で自らの魔法を自慢ばかりするポニーには嫌悪感を示す。
緑色が嫌いなようで、トワイライトに服を着せた際にはエメラルドを飾ったことに気づいて慌ててルビーに取り替えようとしたり、トリクシーに自慢のたてがみを緑にされた時には悲鳴をあげて逃げたこともある。
シーズン9終了時に友情評議会のメンバーになる。
レインボーダッシュ（Rainbow Dash）
声 - 橘田いずみ（シーズン1 - 2〈テレビ東京版〉）、和泉忍（シーズン1 - 2〈YouTube版追加録音部分〉、シーズン3 - ） / アシュリー・ボール
空色のボディと虹色のたてがみを持つペガサス。忠実のシンボルで、キューティーマークは白い雲から虹色の稲妻が落ちるようなデザインをしている。ソニックレインブームが必殺技とされている。
性別は雌ではあるが、言動や考え方が少年的（男性的）で、日本語吹き替え版での一人称はボク。クールなものが好きで、女の子らしいことは苦手である。自信家でお調子者だが、逆境に弱い一面もある。
スピード自慢で、アクロバットチームであるワンダーボルトに入隊するのが夢。元々はのんびり屋だったが、初めてのペガサスレースで早くなりたいという気持ちから、仲間の中で最も早くキューティーマークが発現した。この出来事が他の仲間のキューティーマーク発現を促し、のちに皆が出会うきっかけになった。
フラッターシャイとは同郷の幼馴染。アップルジャックとはライバルとケンカ友達。
ほかのペガサスとともに天候を管理する仕事に就いているが、仕事はさっさと終わらせて、あとは雲の上で昼寝をするのが日課である。
アップルサイダーが大好きで、朝一番で並ぼうとするが、サイダーがいつも自分の前で売り切れてしまう。また、読書や勉強は嫌いだが、トワイライトに薦められた冒険小説『ダーリンドゥー』シリーズはとても気に入っている。
シーズン9終了時に友情評議会のメンバーになる。
フラッターシャイ（Fluttershy）
声 - 加藤英美里（シーズン1 - 2〈テレビ東京版〉）、尾崎未來（シーズン1 - 2〈YouTube版追加録音部分〉、シーズン3 - ）、宝亀克寿（9話〈テレビ東京版〉）、稲垣昌洋（9話〈YouTube版追加録音部分〉、79話） / アンドリア・リブマン、ブルー・マンクマ（9話のみ、クレジットなし）、アルヴィン・サンダース（79話の台詞のみ）、マーカス・モズレー（79話の歌のみ）
クリーム色のボディとピンク色のたてがみを持つペガサス。親切のシンボルで、キューティーマークは3匹のピンク色の蝶。
色々な動物とコミュニケーションができ、動物の世話をすることが得意だが、ドラゴンだけは大の苦手（スパイクのようなベビードラゴンは平気）。言うことを聞かなかったり悪さをしたりする動物には、睨んで言うことを聞かせる特殊能力「眼力」を持つ。
性格は引っ込み思案でおとなしく、怖がり屋。しかし、仲間を傷つけられると自分より大きなモンスターに立ち向かう勇敢さも併せ持つ。弱気な性格を直したいと思っており、45話ではアイアンウィルのセミナーを受けて傲慢な性格になったことがある。
言葉遣いも優しいが、26話では彼女に懐かず逃げ回る動物に対して「出てこい!」や「逃げんじゃねーよ!!」と叫ぶなど、荒っぽい言葉遣いになった。また9話では声が著しく低くなり、スパイクからガラガラシャイ（Flutterguy）とからかわれた。その後、79話でも渋い男性声になっている。
レインボーダッシュとは幼馴染で、男子ポニーにからかわれた時は彼女に庇ってもらっていた。
幼い頃から飛ぶことが苦手で、フライトキャンプで飛行に失敗して笑い者になったことが長年トラウマになっていた（48話で、動物との特訓やみんなを助けたいという思いから克服した）。今もレインボーダッシュなど他のペガサスに比べて地上を歩いて移動することが多い。
シーズン9終了時に友情評議会のメンバーになる。
スパイク（Spike）
声 - くまいもとこ（シーズン1 - 2〈テレビ東京版〉）、小場玲奈（シーズン1 - 2〈YouTube版追加録音部分〉、シーズン3 - ） / キャシー・ウェーゼルク
トワイライトの従者であるオスのベビードラゴン（子供ドラゴン）で、薄紫色と薄緑色の体に緑色のトゲを持つ。プリンセスセレスティアとの連絡係や、トワイライトのサポート役を担う。手紙を送る時は手紙に緑色の炎を吹きかけ、手紙を受け取る時は緑色の炎と共に吐き出す。宝石が大好物。
トワイライトの魔法の練習台も引き受けており、彼女こそエクエストリア一の魔法使いだと信じている。サポート役としての仕事には忠実な一方、子供らしく思ったことをストレートに言ってしまうなどデリカシーのない言動を見せることもしばしば。また、ラリティに一目惚れしており、半ば公然の秘密になっている。
幼少時代のトワイライトが小学校の入学試験に出された卵から孵したことで誕生した。
ドラゴンの性質により、欲張りになると物集欲が強くなる度にだんだんと凶暴で巨大なドラゴン（大人）に成長してしまう。
シーズン8で「the molt」と呼ばれるドラゴンの発達段階を経た後、一対の翼を獲得した。
シーズン9の24話でトワイライトの王立アドバイザーになり、シーズン9終了時に大人し、友情評議会のメンバーになる。
プリンセスセレスティア（Princess Celestia）
声 - 井上喜久子（シーズン1 - 2〈テレビ東京版〉）、幕田有里（シーズン1 - 2〈YouTube版追加録音部分〉、シーズン3 - ） / ニコール・オリバー
エクエストリアの君主である白いアリコーン。虹色のたてがみで、キューティーマークは太陽。
「プリンセス」と呼ばれているものの、実情は国を治める女王。太陽を支配し、日の出の魔法を用いてエクエストリアに昼をもたらす。
トワイライトにとっては魔法の師匠でもある。勤勉なトワイライトに信頼を寄せつつも、「勉強よりも大切なことがある」として、彼女をポニービルに派遣する。
かなりの魔力を持っているが、基本的なもの以外は本編中で使用されることは少ない。
とても麗しくて上品だが、たまにお茶目な一面を見せる。ペットにフィラミナというフェニックスを飼っている。
シーズン9終了時に正式に支配するエクエストリアの支配権をトワイライトに移し、妹であるルナと共にシルバーショールズ（Sliver Shoals）に引退する。

#### キューティーマーク・クルセイダーズ
アップルブルーム（Apple Bloom）
声 - 大谷育江（シーズン1 - 2〈テレビ東京版〉）、尾崎未來（シーズン1 - 2〈YouTube版追加録音部分〉、シーズン3 - ） / ミシェル・クリバー
ピンクのリボンが特徴の黄色のボディと赤いたてがみを持つ、アースポニー。アップルジャックの妹。ポニービルの小学校に通っている。
やや無鉄砲だが、積極的な行動力と勇気を持ち、当初みんなから悪い魔法使いとして恐がられていたゼコラに近づいた。
まだキューティーマークがなく、一時はそれをコンプレックスととらえていたが、同じくキューティーマークのないスウィーティーベルとスクータルーに出会い、自分たちの可能性を求めるために「キューティーマーククルセイダーズ」というグループを作った。
本人は特技として自覚していないらしいが、スウィーティーベルにデザインの仕方や工具の使い方を教えたりするなど、美術に長けているらしい。
カンフーを自分の特技だと思っている。普段はわんぱくだが、子供とは思えないほど現実的で大人びた一面がある。
ゼコラが持っていた薬草を勝手に使い適当に薬を調合してキューティーマークを出現させた後、キューティーマーク病にかかってしまったことがある。
スクータルー (Scootaloo)
声 - 伊瀬茉莉也（シーズン1 - 2〈テレビ東京版〉）、奥野恵梨奈（シーズン1 - 2〈YouTube版追加録音部分〉、シーズン3 - ） / マドレーヌ・ピーターズ
ポニービルの小学校に通う橙色のボディと赤紫色のたてがみのペガサスの少女。アップルブルーム同様キューティーマークがなく、キューティーマーククルセイダーズというグループに参加した。
男勝りでとても正義感が強く、冒険好き。レインボーダッシュに憧れている。
陸で歩いていることが多いためか、彼女のみ作中に出ているペガサスのように羽で空を飛ぶ描写が表されていない。飛ぶことはできないが、身体能力が高い。スクーター（キックボード）の操縦が得意で、羽ばたきをエンジン代わりとして扱う。
メタル歌手を目指しているらしいが、実際は音痴。意地悪なダイアモンドティアラとシルバースプーンのことを嫌っている。
スウィーティーベルおよびアップルブルームと異なり家族についての描写がないが、2013年のサンディエゴ・コミコンにおいてファンからの質問に対し、「死別したわけではなくただ単に登場していないだけです」と制作陣は答えている。
スウィーティーベル（Sweetie Belle）
声 - 川田妙子 / クレア・コーレット（歌 - ミシェル・クリバー）
ラリティの妹。薄い灰色のボディと薄い紫とピンク色のたてがみを持つ。アップルブルーム同様キューティーマークがなく、キューティーマーククルセイダーズというグループに参加した。
心優しくて思いやりがある。気が強い一面もあるが、ドジな所があり、 姉の仕事の手伝いをしようとしては、壊滅的な結果になってしまう（※決して本人に悪気はない）。姉に憧れているため、彼女と同じファッションデザイナーになることを夢にしているが、うまく裁縫ができていない。また、工具の使い方を知らない。
歌がとても上手で歌唱力が優れているが、人前で歌うのは苦手らしい。ユニコーンでありながらも、まだ魔法が使えない。
時々、ラリティによって作った服を試着モデルとして着せられることもある（※スウィーティーベル本人は赤面して恥ずかしがっていた）。
意地悪なダイアモンドティアラとシルバースプーンのことを嫌っている。

### メインキャラクターの周辺の人物

#### トワイライトスパークルの家
シャイニングアーマー（Shining Armor）
声 - 宮野真守（シーズン2〈テレビ東京版〉）、土居伸之（シーズン2〈YouTube版追加録音部分〉、シーズン3 - ） / アンドリュー・フランシス
トワイライトスパークルの兄。
王室警備隊ロイヤルガードの隊長を勤めているエリート。妹思いで優しい。
妹からは「お兄ちゃん」と呼ばれており、彼女のことを愛称で「トワイリー」と呼んでいる。
縁があって、セレスティアの姪・プリンセスケイデンスと結婚をした。
友情を学ぶ前の幼い頃のトワイライトにとっては良き遊び相手で最高の親友だった。
妹がキャンタロットを離れてポニービルに向かう時は、優しく見送ってくれた。
キャンタロットを結婚式に脅迫状を送った相手と外敵から守る魔法のシールドを貼る、その壁を強くする魔法を扱う。
ケイデンスに化けたクイーンクリサリスによって愛情を横取りされ続けたことで衰弱させられ、さらに彼女に洗脳されてしまったことでキャンタロットに貼っていた壁を破壊されてしまう。
本物のケイデンスの愛の魔法によって意識を取り戻し、彼女との盛大な愛の力の魔法でクリサリスと手下たちを遥か遠くへ吹き飛ばした。
クリサリス撃退後は無事にケイデンスと結婚式を行うことができ、後に夫婦2人で幸せに暮らす。
体の色が白、たてがみの色が中程度のサファイアブルーと中程度のセルビアンと暗いフタロブルで、キューティーマークはピンクの星がある紫の盾とその上に3つの小さい明るい青の星。
トワイライトスパークルの両親
トワイライトの幼少時代の回想で初めて登場した。
両親共、娘が魔法にかける熱意に対して協力的な面が見られ、恵まれしユニコーンが通うセレスティア学園への入学手続きをしたり、プリンセス直々の教え子になってほしいという申し出を受けた彼女に対しても前向きに薦めるところが見られた。
息子のシャイニングアーマーとプリンセスケイデンスの結婚式の参列者として登場している。
過去に一度、幼少時代のトワイライトがセレスティア学園の入学試験を受けている最中、レインボーダッシュが出したソニックレインブームに驚愕し、それが元となって彼女のツノに宿った強烈な魔法から放たれた魔力による閃光によって観葉植物に変えられたことがある（後に、トワイライトの魔法を止めに来たセレスティアによって無事に元に戻される）。
父が体の色は薄い青で、たてがみの色は深い青、キューティーマークは小さな白い三日月がある三日月の星。
母が体の色は白で、たてがみの色は紫と白が混ざっている、キューティーマークは3つある紫色の星。

アウルイシャス（Owlosius）
深夜に現れたトワイライトスパークルのもう一人の助手であるフクロウ。
プリンセスセレスティアへ送る手紙を拾ってくれたのがきっかけでそのまま新しい助手見習いとなる。
読みたい本を俊敏に取りに行く、羽ペンを切らした時に自分の羽を羽ペンにするなどその有能ぶりからスパイクにやきもちをやかれる。
後にトワイライトに怒られて家出をしたスパイクが洞窟で巨大な緑色のドラゴンに襲われていた所を助け、素早い動きを生かして勇敢にドラゴンに立ち向かう、暗い夜の森の中を走るトワイライトらを自ら案内して導くという活躍ぶりを見せた。

#### アップルジャックの家
アップルブルーム（Apple Bloom）
アップルジャックの妹。詳しくはキューティーマーククルセイダーズを参照。
ビッグマッキントッシュ（Big Macintosh）
声 - 白熊寛嗣（シーズン1 - 2〈テレビ東京版〉）、稲垣昌洋（シーズン1 - 2〈YouTube版追加録音部分〉、シーズン3 - ） / ピーター・ニュー
赤いボディと橙色のたてがみを持つオスのアースポニー。アップルジャックの兄。
農耕馬らしく肩には愛用のくびきを常にかけている。
口数が少なく、普段は「だな」（英語版では"Yep"）としか喋らない。
キューティーマーククルセイダーズが作ったラブ毒が含まれたラブ薬によってチアリーと見つめ合い続けるほどラブラブになる。
後にラブ毒の呪いが解けて元に戻るが、この出来事からか、後にチアリーと一緒にピクニックに出かける恋仲となった。
チアリーのことを愛称で「プリティなパンプキンパイちゃん」と呼んでいる。
アップルファミリーの長男らしくしっかり者の一面があり、ギャビーチャットの名でキューティーマーククルセイダーズが学校新聞で皆の秘密を記事に上げてしまった時は、『少し反省したらどうだ!!』などの厳しい言葉と共に彼女たちを強く叱責した。
トワイライトがぬいぐるみのパンツくんにかけた物が欲しくなる魔法にかかってしまい、ポニーたちと奪い合って争う大騒動に巻き込まれたことがある。
魔法が解けた後は、パンツくんを気に入って持ち去った。後に学校新聞でそのぬいぐるみを大切に持っていることが判明している。
キューティーマークは切れた緑色のリンゴ。
グラニースミス（Granny Smith）
声 - 吉田麻実（シーズン1 - 2〈テレビ東京版〉）、澤崎アケミ（シーズン1 - 2〈YouTube版追加録音部分〉、シーズン3 - ） / タバサ・セント・ジェルマン
黄緑のボディを持つ老いたアースポニー。
アップルジャック、ビッグマッキントッシュ、アップルブルームの祖母。
キューティーマークはアップルパイ。腰痛に悩まされており、歩行補助具を使っている姿もたびたび見られる。
物忘れが激しく、一度寝たら起きない体質で、時には羞恥心を平気でかなぐり捨てたおかしな行動をとることがある。
実はポニービル創立メンバーの一人で、ビリビリンゴの発見者でもある。少女時代、キャンタロットでプリンセスセレスティアと面識あり。
他にも商人としての腕前もあり、ダイヤモンドティアラの父親であるフィルシーリッチとはビリビリンゴを使った商品取引による良きビジネス・パートナーである。
リンゴの質を嗅覚で判断する特技を持っている。ギルダの悪質ないたずらの被害者で、彼女に驚かされたことも。
孫思いで特にアップルブルームのことをよく可愛がっており、彼女が学校新聞の記事でポニービルの歴史を聞いている時に、彼女の赤ん坊の頃などのアルバムを見せる親バカな一面を見せた。上記のおかしな行動からダイヤモンドティアラからは「ただのへんてこりんなおばあちゃん」だと思われていた。
ウィノナ（Winona）
アップルジャックの良きパートナーである牧羊犬。茶色と白の毛を持ち、丸い目をしている。

#### レインボーダッシュの家
タンク（Tank）
レインボーダッシュの相棒である陸亀。
亀らしく、のんびり屋でマイペースで動きが遅い。
元々はフラッターシャイの元にいた亀で貰い手が中々見つからなかった。そのため、レインボーダッシュに邪険にされ続けても一生懸命自己アピールをしていた。
レースのトラブルで落石で翼を怪我したレインボーダッシュを運んで一緒にゴールまで歩き続けてたどり着いたことがきっかけで、最終的に彼女のペットになる。
一緒に行動を合わせるために甲羅にプロペラを付けてもらい、速く空を飛べるようになった。

#### ピンキーパイの家
ピンキーパイの両親と妹
ピンキーパイの子供の頃の回想や新シーズン以降に登場。
ミスタキャロットケーキ & ミセスカップケーキ（Mr. Carrot Cake & Mrs. Cup Cake）
声 - 松本忍 / ブライアン・ドラモンド（ミスタキャロットケーキ）、吉田麻実 / タバサ・セント・ジェルマン（ミセスカップケーキ）
ケーキ屋のオーナーであり、ピンキーパイの雇い主である夫妻。また、彼女の保護者で上司でもある。
2人とも気のいい人で、よくカップケーキをおまけしてくれる。後に双子の子供が生まれた。
夫のミスタキャロットケーキは体の色が黄色、たてがみの色がオレンジ色でキューティーマークは3つのケーキ。
妻のミセスカップケーキは体の色が水色、たてがみの色が濃いピンクと薄いピンクが混ざっている。キューティーマークは3つのカップケーキ。
パウンドケーキ & パンプキンケーキ（Pound Cake & Pumpkin Cake）
声 - 徳井青空 / タバサ・セント・ジェルマン（パウンドケーキ）、加藤英美里 / アンドリア・リブマン（パンプキンケーキ）
ケーキ夫妻の間に生まれた双子の赤ちゃん。ペガサスの男の子とユニコーンの女の子の二卵性双生児。
成長が早いのか、生後1か月にして、すぐ飛行術と魔法を扱うことができる。
2人共ヤンチャでベビーシッターを頼まれたピンキーパイを困らせるほど手こずらせた。
アースポニーの両親からペガサスとユニコーンが生まれたのは遠い先祖からの隔世遺伝とのこと。
モードパイ（Maud Pie）
声 - 三森すずこ / イングリッド・ニルソン
マーブルパイ (Marble Pie)
声 -
ライムストーンパイ (Limestone Pie)
声 -
ガミー（Gummy）
ピンキーパイが飼っているペットの子ワニ。
緑と黄緑のボディカラーと紫色の瞳を持つ。
歯がないので噛み付かれても痛くない。
トワイライトスパークルがお風呂の中に入っていた時に一緒にいた。

#### フラッターシャイの家
エンジェル（Angel）
フラッターシャイの一番のペットである白い子ウサギ。性別はオス。
可愛らしい外見に似合わず（あるいはウサギらしく）やたらワガママで反抗的な面がある。
フラッターシャイとは身振り手振りで話す。しっかり者で彼女の保護者的な一面を持つ。
ハリー（Harry）

#### ラリティの家
スウィーティーベル（Sweetie Belle）
ラリティの妹。詳しくはキューティーマーククルセイダーズを参照。
オパール（Opal）
ラリティが飼っているペットの猫。紫色のリボンと丸い虹色の宝石がついている花形ブローチの首輪をつけている。
やや狂暴な一面を持つ。飼い主に振り回されていることが多いため、爪で引っかこうとするなどあまり懐いていない。
木から下りられないほど高いところが苦手。作られたドレスのセンスの優劣を嗅ぎわける能力を持つ。
イタズラ好きでトワイライトによって祭典会場まで引いてもらうための馬車馬へと変身したネズミを猫の習性で脅かして逃がしてしまったことも。
ラリティに縮んでしまったウールのセーターを着せてもらったことがある（ちょうどサイズがピッタリだった）。
しっかり者の一面があり、キャンタロットでのラリティのお泊りに同行し、本来約束していた誕生日を迎えるトワイライトのための新しいドレス作りを思い出させるようにけしかけていた（当のラリティは上流階級の社交場に夢中になってしまっていた）。後にトワイライトらが彼女のお迎えにお城のスイートルームに訪ねてきた時は、ラリティによって唐突に水でズブヌレにされてしまい、オパールが病気になってしまいトワイライトの誕生日用ドレスを作れなかった理由へとこじつけられてしまう。
ラリティのパパ
声 - 志賀麻登佳

#### セレスティアの家
プリンセスルナ（Princess Luna）
声 - 本田貴子（シーズン1 - 2〈テレビ東京版〉）、内山夕実（第2話『トモダチは魔法』のみ）、みすずりえ（シーズン1 - 2〈YouTube版追加録音部分〉、シーズン3 - ） / タバサ・セント・ジェルマン
セレスティアの妹で、かつて夜をつかさどっていたが、孤独のあまり悪の道に走り月に封印された。1000年ぶりに復活し世界を永遠の夜にしようとしたが、トワイライトたちの活躍により元の姿に戻り、姉のプリンセスセレスティアと共に国を治める。
ポニービルのハロウィンの夜に開かれるナイトメアナイトの祭りで再び登場した。1000年間封印されたためか、かなりの世間知らずで不器用。
過去の習慣からエコーがかかるほどの大声（本人曰く「キャンタロット王室伝統の声」）を出す癖があり、克服に苦労していた。
ナイトメアナイトの祭りで周りのポニーと中々馴染めることができず、また、自分を見て恐がって逃げるので落ち込み、後に自暴自棄となってしまうが、トワイライトの協力でみんなと和解し、ナイトメアナイトの夜と祭りを楽しめるようになった。
シーズン9終了時に妹であるセレスティアと共にシルバーショールズに引退する。
フィラミナ（Philomena）
プリンセスセレスティアが飼っているフェニックス。
羽が抜けていて間抜けな姿をしているが、本当の姿は炎のような赤と琥珀色の羽をまとっていて光り輝いている。
フラッターシャイが変化前のフィラミナを病気の鳥だと勘違いし、プリンセスに黙って連れ出してしまう。
プリンセスに知られる前に返そうとトワイライトは奔走するが、後にポニービルの町に逃げ出してしまい、2人をハラハラさせた。
最後は灰になって燃え尽きたと思われたが、実はいたずら好きでフラッターシャイのことをからかっていた（後に反省し、彼女に自分の羽を1枚与えた）。
変化前の瞳の色は水色、変化後の瞳の色は黄色。
プリンセスケイデンス（Princess Cadance）
声 - 高垣彩陽（シーズン2〈テレビ東京版〉）、池ヶ谷華菜子（シーズン2〈YouTube版追加録音部分〉、シーズン3 - ） / ブリット・マキリップ
セレスティアの姪で、シャイニングアーマーの婚約者であるアリコーン。
フルネームはプリンセスミアモーレカレンザ。
幼い頃のトワイライトのベビーシッターを務めていた。
綺麗で優しくて親切で、彼女が行くところには愛が溢れていた。
トワイライトからは「世界で一番のベビーシッター」と言われるほど慕われている。
シャイニングアーマーとの結婚式前にクイーンクリサリスによって城の地下洞窟に幽閉されてしまう。
幽閉されていた所をトワイライトに助けられ、彼女の協力を得て結婚式が終わる前に結婚式場に着く。
夫のシャイニングアーマーを愛の魔法の力で助け、彼と盛大な愛の力の魔法でクリサリスと手下たちを遥か遠くへ吹き飛ばした。
クリサリス撃退後は無事にシャイニングアーマーと結婚式を行うことができ、後に夫婦2人で幸せに暮らす。
彼女が扱う愛の魔法は、喧嘩している夫婦を仲直りさせる、クリサリスに洗脳されたシャイニングアーマーの意識を取り戻す力を持つ。
体の色は桃色で、たてがみの色は暗い紫と中程度のバラ色と薄い金色が混じっている色、キューティーマークは金のレースと青のハート。
小説版では、アリコーンになる前はペガサスだったという事実が公式的に判明している。

### その他ポニービル住民
町長（Mayor）
声 - 堀越真己 / キャシー・ウェーゼルク
ポニービルの町長であるアースポニー。本名はメイヤー･メア。
やや世間体を気にしているきらいがある。村で行われる各種イベントは彼女の采配で執り行われる。
トワイライトがぬいぐるみのパンツくんにかけた物が欲しくなる魔法にかかってしまい、ポニーたちと奪い合って争う大騒動に巻き込まれたことがある。
体の色は薄い黄土色で、髪は薄い銀色と白。キューティーマークは紫色のリボンに束ねられた紙。
キューティーマーククルセイダーズが発行した学校新聞で彼女のたてがみは実は染めたもので、本当の色はピンクだということが判明した。
チアリー（Cheerilee）
声 - 潘めぐみ / ニコール・オリバー
ポニービルの小学校の教師。授業でキューティーマークについて教えてくれる。
とても明るくて優しい性格で、生徒たちに愛されている良き先生。
若い頃はたてがみをパンク風にしており、歯の矯正器具らしきものを付けていた。
キューティーマーククルセイダーズが作ったラブ毒が含まれたラブ薬によってビッグマッキントッシュと見つめ合い続けるほどラブラブになる。
後にラブ毒の呪いが解けて元に戻るが、この出来事からか、後にビッグマッキントッシュと一緒にピクニックに出かける恋仲となった。
ビッグマッキントッシュのことを愛称で「ムキムキのシュガーベイビーちゃん」と呼んでいる。
体の色は紫で、たてがみの色はピンクと薄いピンク。キューティマークは3つの花。
ゼコラ（Zecora）
声 - 藤田奈央 / ブレンダ・クリックロウ
帰らずの森にすむシマウマの呪術師。当初トワイライトらから呪いを使う悪党と疑われたが、事情を知っていたアップルブルームの登場により和解し、その後はトワイライトらの協力者になった。薬作りが得意な他、ワライ草などの毒草やパクパク虫とドラゴンなどの生物の生態について詳しい。
ポニーと同じく、キューティーマークがある。アップルブルームとは仲良し。
英語版では韻を踏んだ台詞回しが特徴。
スニップス&スネイルズ（Snips & Snails）
ポニービルの小学校に通うユニコーンの男子児童。学校一のお笑いコンビ。
大魔法使いトリクシーに憧れており、彼女が大熊を倒すところが見たくて、森の奥にある洞窟で寝ていた小熊の機嫌を損ね起こしてしまい、追いかけられ、町に連れこんで大騒動を起こした。トリクシーが大熊を倒したということが嘘だと判明した後は、魔法を使って小熊を住処へ帰したトワイライトを持ち上げようと変り身するが、説教され、住民に迷惑をかけたことを深く反省した。最終的にトワイライトに25番目の魔法をかけられヒゲを生やされた（2人は魔法をかけられると聞いて怯えていたが、生えてきたヒゲを見て「カッコイイ」と評した）。学芸会で再び登場し、マジシャンで手品を披露し、受賞のメダルをもらった。フェザーウェイトにキューティーマークが現れた時、うらやましがっていた。お互いのお尻がフーセンガムでくっついて離れなくなった所を学校新聞の記事に載せられ、話題となって有名になった（後にガムが綺麗に取れたが、体毛とたてがみと尻尾で剥がれた部分がはげてしまう）。
名前の由来はパワーパフガールズの「砂糖とスパイスと素敵な物」と同じマザー・グースの「What are little boys made of?」の一節から。
スニップス（Snips）
声 - 山口勝平（シーズン1 - 2〈テレビ東京版〉）、土居伸之（シーズン1 - 2〈YouTube版追加録音部分〉、シーズン3 - ） / リー・トッカー
灰色のボディに橙色のたてがみを持ち、濃い眉毛を生やしているユニコーン。キューティーマークはハサミ。
学芸会でスネイルズと再び登場し、マジシャンで手品を披露していた。
スネイルズ（Snails）
声 - 石田彰（シーズン1 - 2〈テレビ東京版〉）、藤田将利（シーズン1 - 2〈YouTube版追加録音部分〉、シーズン3 - ） / リチャード・イアン・コックス
黄土色のボディに青緑色のたてがみを持ち、首が細長いユニコーン。キューティーマークはカタツムリ。
角から灯りを出す魔法を扱う。ダイアモンドティアラのパーティに参加していた。
ダイアモンドティアラのパーティにあった大きなケーキを食べる、学芸会でスニップスが手品に使用するニンジンを食べてしまうなど、とても食い意地が張っている。

ツイスト（Twist）
声 - 中上育実 / アレクサンドラ・カーター
アップルブルームの親友。肌色のボディと赤いたてがみ、紫色の縁の大きな眼鏡が特徴。
当初はキューティーマークがなく、ダイアモンドティアラとシルバースプーンにからかわれていたが、実は後に現れた。
お菓子作りが大好き。キューティーマークはピンクの線がある2本のキャンディケイン。
ピップスクィーク（Pipsqueak）
声 - 矢島晶子 / ウィリアム・ローレンソン（『ナイトメアナイトの夜』）、グラハム・ヴェルシェール（『トワイライトとの時間』）
ナイトメアナイトの夜を楽しみにしていたアースポニーの男の子。
トロッティンガムから引っ越してきたばかりで、珍しいブチ模様のポニー。
なかなか見る目のある少年で、ナイトメアナイトの祭で皆から怖がられてしょげているプリンセス・ルナに積極的に話しかける勇気もある。
キューティーマークは海賊の衣装で隠れているため、どんなものなのか不明。
ダーピー・フーヴス（Derpy Hooves）
声 - 内山夕実 / タバサ・セント・ジェルマン
両目の焦点が合っていないうすい青色のかかった灰色のペガサスで、キューティーマークは泡。他者を助けることが好きだが、いつも空回りしてばかりである。
もともとこのキャラクターはモブキャラクターで、『ようこそポニービルへ』の舞踏会の場面で背景キャラクターとして登場した際、作画ミスで目の焦点が合っていないように描かれていた。その結果、ファンから斜視を揶揄するスラング「ダーピー（derpy）」というあだ名をつけられて人気を博し、イースターエッグとして扱われるようになり、最終的に『アップルジャックの家出』で台詞のある役として扱われるようになった。
クラウドチェイサー（Cloud Chaser）
声 - 佐々木未来 / キャシー・ウェスラック
他のペガサスと一緒に竜巻を起こしてクラウズデールに水を引き上げる手伝いに協力していたペガサス。
フリッターとは仲が良く、いつも一緒にいる。体が柔らかく、柔軟性には優れている。
体の色は青がかかった薄紫色で、髪は白で髪型が逆立っている。キューティーマークは流れ星。
フリッター（Flitter）
声 - 吉田麻美 / キャシー・ウェーゼルク
他のペガサスと一緒に竜巻を起こしてクラウズデールに水を引き上げる手伝いに協力していたペガサス。
クラウドチェイサーと仲が良く、いつも一緒にいる。
体の色は薄紫色で、髪は薄緑色でピンク色のリボンを付けている。キューティーマークは雨水。
バルクバイセップス（別名：スノー・フレーク）
声 - 白熊寛嗣 / ジェイソン・ティエッセン（『ハリケーンフラッターシャイ』、『ワンダーボルト学校』、『エクエストリアゲーム』）、マイケル・ドブソン（『レインボーダッシュが落ちた?』、『お城を飾ろう』）
他のペガサスと一緒に竜巻を起こしてクラウズデールに水を引き上げる手伝いに協力していたペガサス。
ペガサスの中では珍しく体系は筋肉質で身長が高い。大柄な体型から羽は小さいがちゃんと飛行できる。右耳にピアスを付けている。
気合を入れる時など、よく大声を上げる。体の色は白で髪型は金髪のモヒカン。キューティーマークは巨大なダンベル。
エンディングでは名前がマッスルポニーと表記されていた。
サンダーレーン（Thunder Lane）
声 - 不明
他のペガサスと一緒に竜巻を起こしてクラウズデールに水を引き上げる手伝いに協力していたペガサス。
9.3ウィングパワーを出すほど優れているが、実は最初からやる気がなく、ずっと咳が出ているフリをしてサボろうとしていた。
遂にペガサスたちと竜巻を起こす本番の日にサボって欠席したため、レインボーダッシュを呆れさせて怒らせてしまう。
体の色は薄い黒で、たてがみは灰がかかった薄い水色が混ざった白いモヒカンの髪型。キューティーマークはスピードがかかった雷雲。
フェザーウェイト（Featherweight）
声 - 橘田いずみ / リチャード・イアン・コックス
ポニービルの小学校に通うペガサスの男の子。
髪型はおかっぱで、跳ねたくせ毛がある。尻尾が短い。口から小さな出っ歯が出ている。小柄で羽も小さいが、ちゃんと空を飛べる。
キューティーマーククルセイダーズより先にキューティーマークが現れ、クラスの皆からうらやましがられていた。
ダイヤモンドティアラが編集長の学校新聞ではカメラマンを担当していたが、後に学校新聞の編集長に昇格した。
体の色は白で、髪は薄い茶色と白がかかった茶色。キューティーマークは小さな一枚の白い羽。
インク染みポニー
声 - 下妻由幸
ポニービル小学校に通うアースポニーの少年。本名は不明。サンバイザーとエプロンを装着している。
学校新聞で新聞の印刷担当をしているため、体中が黒いインクまみれで牛の模様みたいになっている。
印刷担当から後にカメラマンに昇格した。編集長に昇格したフェザーウェイトとハイタッチをしていた。
体の色は水色で、たてがみの色は濃い青色。キューティーマークは黒いインクの墨で隠れているため不明。
ライラ・ハートストリングス (Lyra Heartstrings)
声 - 吉田麻実 / ブリット・マキリップ
女性ユニコーンポニー。ボンボン（スウィーティー・ドロップス）と仲が良く、同時に登場することが多い。シーズン9でボンボンと結婚した。
ボンボン（本名：スウィーティー・ドロップス） (Sweetie Drops)
声 - 内山夕実 / タバサ・セント・ジェルマン
女性アースポニー。ライラと仲が良い。シーズン5ではライラに自身がシークレットエージェントで、本名が「スウィーティー・ドロップス」であることを明かす。シーズン9でライラと結婚した。

### ヴィラン・ライバル
ナイトメアムーン（Nightmare Moon）
声 - 本田貴子 / タバサ・セント・ジェルマン
セレスティアの実妹プリンセスルナ。詳しくはセレスティアの家を参照。
シャドウボルト（The Shadowbolts）
声 - 吉田麻実 / タバサ・セント・ジェルマン
ナイトメアムーンが作り出した黒のフライトスーツを着た3人組のポニー。
ワンダーボルトと同じ姿をしているが、スーツの色、ゴーグルの形などそれぞれ違いがある。
切れた橋を直そうとしていたレインボーダッシュを自分たちの隊に入らないかと誘惑しようとするが、彼女が友達を裏切らないという強い思いを持っていたため、失敗した。
ギルダ（Gilda）
声 - 渡辺明乃 / マリカ・ヘンドリクス
レインボーダッシュの旧友であるグリフォン。レインボーダッシュ以外のエクエストリアのポニーを全員ダサいと思っている。また、いたずら好きだが、ピンキーパイと違って悪質ないたずらを（レインボーダッシュのいないところで）行っていた。短気で怒りっぽく、ライオンの咆哮で大声を出す。
いたずらパーティーにてピンキーパイの策略でその本性をレインボーダッシュに知られてしまい、自身は開き直ったようにエクエストリアから去っていった。
シーズン5で再登場。レインボーダッシュやピンキーパイがグリフォンストーンの王国に送られるとき、2人はまだ恨みを持っている自分よって迎えられる。
友情を受け入れることを学んだギルダはレインボーダッシュたちと和解し、グリフォンストーンで新しい友達を作りする。
トリクシー（Trixie）
声 - 柚木涼香（シーズン1〈テレビ東京版〉）、奥野えりな（シーズン1 - 2〈YouTube版追加録音部分〉、シーズン3） / キャサリン・バー
放浪のマジシャンであるユニコーン。自分のことを「大魔法使いトリクシー」と呼ぶ。
青いボディと薄水色のたてがみを持つ。キューティーマークは青い三日月と星の杖。
派手な魔法が得意だが、実用性に欠けるものが多い。目立ちたがり屋で自慢好きで嫌味な性格のため、ポニーたちからは嫌われている。
自分は「大熊を倒したことがある」と言っているがそれは嘘で、小熊に対してすら逃げ腰状態だった。
敗北後はトワイライトに負け惜しみを言った後、みんなの前から去っていった。
シーズン3の5話で再登場。トワイライトに復讐することにした。トワイライトが対決に失敗したとき、トリクシーによって追い出された。
しかし、最終的に再びトワイライトに敗され、彼女の行動をお詫びし、ポニービルを感謝の気持ちで去りす。
シーズン6の6話で新しい友達を作るのに何度か失敗した後、スターライトグリマーは自分と出会い、友達になり。彼女とスターライトが一緒に時間を過ごすとき、自分はスターライトに自分がいつもトワイライトに嫉妬していたことを認めす。
トリクシーが自分やスターライトの脱落について自分自身の失恋を表明した後、トワイライトはスターライトに自分の魔法のショー支援するように説得しまう。その後、2人の新しい友達が償いをした。
シリーズが進むにつれて、自分の以前のやり方から変えるための慎の努力すが、まだ自分の行動において皮肉な性格。
シーズン9の26話でトワイライトの戴冠式に出席し、将来のポニービルで友情学校の指導カウンセラーを務めている年上のポニーとして登場する。
後にギャビーチャット（キューティーマーククルセイダーズ）が発行したゴシップ記事に「と〜ってもすばらしいトリクシーの秘密」が話題になっていた（どのような秘密なのかは明かされていない）。
ダイアモンドティアラ & シルバースプーン（Diamond Tiara & Silver Spoon）
ポニービル小学校の女子児童で、意地悪な性格の持ち主。家が大金持ち。
2匹とも、非常に傲慢で自己中心的であり、誰に対しても見下す嫌みなタイプ。
自分たちにキューティーマークがあることを鼻にかけており、まだキューティーマークがないアップルブルームのことをいじめていた。
さらに主催したパーティでマークがない彼女を皆の前で恥をかかそうとするが、スゥーティーベルとスクータルーが彼女をかばったことにより、逆に自分たちが恥をかかされてしまう。それ以来、キューティーマーククルセイダーズのことをライバル視しており、彼女たちにちょっかいを出してくる。
学芸会にも出場していた。ダイアモンドティアラはポニービル小学校で行われるファミリー感謝デーでアップルブルームをクラスの皆の前で恥をかかせようとするが、グラニースミスによるポニービル開拓の話を聞いたシルバースプーンを含むクラスメイトが尊敬の意で拍手をしたことで失敗し、さらに先生とクラスメイトの前でグラニースミスのことを「ただのへんてこりんなおばあちゃん」と言ってしまう。後にダイアモンドティアラは学校新聞の編集長を務めるようになり、キューティーマーククルセイダーズがスニップスとスネイルズのゴシップ記事を上げたことで調子に乗って彼女たちを脅してまで皆の秘密を話題にした新聞を作らせた（そのせいでキューティーマーククルセイダーズはポニービルの皆に嫌われてしまう）。後にキューティーマーククルセイダーズがポニービル中に謝罪のゴシップ記事をあげたのが元でチアリーによって編集長をやめさせられた。さらにフェザーウェイトが新しい編集長となり、印刷担当だったインク染めポニーがカメラマン昇格したことで印刷係に任命された。最後は印刷機にぶつかってインクまみれになりみんなの前で笑われるというオチを迎える。
シリーズが進むにつれて、2人はいじめ過去を離れて、シーズン5の18話で友情を受け入れた後、優しい心と純粋な性格を始める。
ダイアモンドティアラ（Diamond Tiara）
声 - 内山夕実 / シャンタル・ストランド
頭に被っているティアラ（冠）が特徴。
父親はビジネスポニーのフェルティリッチで、グラニースミスとはビリビリンゴを使った商品取引による良きビジネス・パートナー。曽祖父は少女時代のグラニースミスとポニービルでビリビリンゴを初めて取引をして自分のお店を建設したスティンキーリッチ。
傲慢で自己中心的な性格から、ポニービルの小学校のクラスの皆からはあまり快く思われていない。
その性格が災いして、最後は自業自得と因果応報でひどい目に会うことが多い。
グラニースミスのことを「へんてこりんなおばあちゃん」だと思っていた。一度だけ学校新聞の編集長を務めたことがある。
体の色は薄いピンクで、たてがみの色は紫と白。キューティマークは頭に被っているティアラ（冠）と同じ。
シルバースプーン（Silver Spoon）
声 - 吉田麻実（シーズン1 - 2〈テレビ東京版〉）、和泉忍（シーズン1 - 2〈YouTube版追加録音部分〉、シーズン3 - ） / シャノン・チャン・ケント
ダイアモンドティアラの取り巻きで、青色の大きな眼鏡が特徴。
ポニービル小学校で行われたファミリー感謝デーでグラニースミスによるポニービル開拓の話を聞いた時、尊敬の意で最初に拍手をした。
フェザーウェイトにキューティーマークが現れた時は、クラスの皆と一緒に羨ましがっていた。
テレビ東京版の日本語吹き替えでは、ダイアモンドティアラに比べて彼女だけはひどい目に会うことがなかった。
体の色は灰色で、たてがみの色は薄い銀色と白で三つ編みをしている。キューティーマークは銀色のスプーン。

コカトリス（Cockatrice）
帰らずの森に住む、上半身がニワトリで下半身がトカゲの姿をした魔物。
睨んだ相手を石にする能力を持ち、鶏小屋から逃げ出した鶏を探しに来たキューティーマーククルセイダーズに襲い掛かる。
フラッターシャイと睨み合いに負けて大人しくなり、帰らずの森に逃げて去って行った。
ダイアモンドドッグ（Diamond Dogs）
声 - 伊藤健太郎（ローバー）、三宅健太（フィドー）、神奈延年（スポット） / スコット・マクニール（ローバー）、ゲイリー・チョーク（フィドー）、リー・トッカー（スポット）
ドラゴン（Dragon）
声 - 立木文彦 / スコット・マクニール
トワイライトスパークルに怒られて家出をしたスパイクが入り込んだ洞窟の中に住んでいる巨大なドラゴン。
体の色は緑で、背中に尖ったウロコを持ち、尻尾には鋭いトゲがある。鋭い爪と口から吐く炎が武器。
住処である洞窟の中には山積みの宝石があり、その宝石をスパイクが勝手に食べたため、激怒して襲いかかる。
スパイクを心配して探しに来たトワイライトとアウルイシャスの援護によって邪魔をされ、追いかけるが森林の中の木に絡まって逃げられてしまう。
以前、エクエストリアにある頂上の山のほら穴で昼寝をしていた赤いドラゴンと同じ姿をしているが、気弱で泣き虫な彼とは対照的に性格は非常に狂暴である。
ディスコード（Discord）
声 - 千葉繁（シーズン2〈テレビ東京版〉）、上住谷崇（シーズン2〈YouTube版追加録音部分〉、シーズン3 - ） / ジョン・デ・ランシー
混沌と不調和の怪物。
ドラゴンを思わせるシルエットだが正確にはドラコネクウスという種族で細長い体をしており、そこにポニーの頭部に右角は鹿の角、左角は山羊の角、左腕は鷲の爪、右腕はライオンの前足、左脚は馬の後足、右脚は山羊の後足、左翼はペガサスの翼、右翼は蝙蝠の翼、さらに蛇の尻尾など様々な動物の部位を併せ持つ。
陽気かつ不敵で、何事においても無秩序で滅茶苦茶であることに喜びを感じる性質。
大昔にエクエストリアを不安と不幸で支配していたが、セレスティアとルナのエレメントによって石像に封印された。
友情の乱れを表す像として飾られていたが、セレスティアとルナが長い間エレメントで繋がっていなかったために魔力が弱まっていたので、さらにキューティーマーククルセイダーズの喧嘩がきっかけで封印が解けてしまう。
トワイライトたちが再度封印を試みるも、精神的揺さぶりと魔力によって仲間たちの性格を豹変させ、仲違いを起こさせることでエレメントの力を封じることに成功。一時的にエクエストリアを混沌に陥れる。
しかし最終的に友情を取り戻したトワイライトたちに敗れ、再び石像に封印された。
シーズン3で再登場。セレスティアはトワイライトたちが相互の同盟国として彼を首尾よく改革できることを期待して、自分の像をポニービルに届けす。恥ずかしさを感じ、涙で目が覚めた自分は友情の魔法を理解した後、それを認めるのが少し恥ずかしいとはいえ、すべてを正常に戻す。
シーズン4の25話や26話で魔法を盗むためにロードティレックと一緒に参加する。その間にティレックに裏切され、彼の力は排水した。
ティレックは敗北後、自分はトワイライトたちに謝罪し仲良くなる。
ディスコードのデザインは原作者であるローレン・ファウストの夫クレイグ・マクラッケンによるものである。
フリム & フラム兄弟（Flim Flam Brothers）
声 - 高木渉 / サムエル・ビンセント（フリム）、多田野曜平 / スコット・マクニール（フラム）
アップル農園に高性能アップルサイダー製造機「Super Speedy Cider Squeezy 6000」を売り込みに来た行商人ユニコーンの兄弟。
アップルファミリーとサイダー作り対決をすることになるが、油断と焦りから敗退してしまう。兄弟とも、口達者かつ嫌味な性格で自信過剰である。
フラムが兄でフリムが弟。ヒゲがある方がフラム。兄弟とも、体の色は薄黄色で、たてがみと尾の色は赤と白。瞳の色は緑。頭にはカンカン帽をかぶり、黒い蝶ネクタイに青い縞の服を着ている。キューティマークはフラムが3/4の林檎で、フリムが1/4の林檎。
兄弟とも魔法で高性能アップルサイダー製造機を動かしていた。
上記のトリクシーにも同じことが言えるが、敵役として登場するユニコーンは慢心から身を滅ぼすタイプが多い。
アイアンウィル（Iron Will）
声 - 大塚明夫 / トレバー・デュバル
ミノタウロスの男性。自称カリスマトレーナー。
毛色は灰色がかかった深い青、たてがみの色は黒がかかった濃青。花輪と黒いネクタイを付けている。
エクエストリア中を旅していて、自己表現（自己主張）セミナーを開催している。
赤いネクタイを付けた白ヤギと青いネクタイを付けた黒ヤギのスポンサーをお供に連れている。
気弱なフラッターシャイが彼のセミナーを受けたことで強気な性格になったが、段々と自信がつき過ぎたと同時に意地悪な態度に変わってしまい、皆から怖がられる「モンスター」と呼ばれてしまうほど変貌してしまった。
性格は自信過剰な他、非常に傲慢で金にがめつく、後にフラッターシャイの家に訪れて彼女から授業料のお金を取ろうとしていた。
自分を止めようとするラリティとピンキーパイを跳ね除けて、授業料を取ろうとするがフラッターシャイが自分の意見を拒否して「ダメなものはダメ」など彼女のハッキリした意見の言葉に戸惑いあっけを取られてセミナーのキャッチフレーズに使えると納得して去って行った。
ガーブル（Garble）
声 - 中村悠一 / ヴィンセント・トン

ほそっちょドラゴン（）
声 - 加瀬康之 / マット・ヒル

ふとっちょドラゴン（）
声 - 鶴岡聡 / リチャード・イアン・コックス

白ドラゴン（White Dragon）
声 - 白熊寛嗣 /

紫ドラゴン（Purple Dragon）
声 - 下妻由幸 /

クラックル（Crackle）
声 - 松本忍 /

アビソトル（）
声 - 飯塚昭三 /

クイーンクリサリス（Queen Chrysalis）
声 - 名塚佳織 / キャサリン・バー
マイリトルポニー・シーズン2のラストに登場したヴィラン。
トワイライトの兄シャイニングアーマーの婚約者プリンセスケイデンスに成り澄まして愛情を横取りし力をつけていた。
それと同時に、王室警備隊隊長である彼を衰弱させることで王都の障壁を破壊しようと画策した。
そして愛の溢れる国エクエストリアを民の餌場にすべく策を巡らせていた。
結婚式が成功する前に、偽物だと気づいてずっと自分のことを疑い続けていたトワイライトと本物のケイデンスに正体を暴かれてしまう。
正体を明かした後は、プリンセス・セレスティアを圧倒し、エレメンツ・オブ・ハーモニーの使用も封じ、一度は計画成功の磐石の大勢を築くが、ケイデンスとシャイニングアーマーの盛大な愛の力の魔法によって手下たちと共に遥か遠くへと吹き飛ばされてしまい逆転敗北をされた。
シーズン6フィナーレではヴィランとして再登場。ディスコードの魔法ですら受け付けない玉座を以てエクエストリアを再び侵略しようと試みたが、ディスコードおよびトリクシー、スターライトグリマーらの尽力と、部下であるトーラックスの進化にて計画は頓挫。スターライトに復讐の念を吐き捨ててどこかへ飛び去っていった。
シーズン9を入る後、自分はコージィグロウ、ティレックやグロガーを加入する。
シーズン9の終盤にて同じヴィランであるティレック、コージーグロウと共に登場。この時は絵本のヴィラン、グロガーに化けたディスコードの指示に従いアーティファクトを集めるが、前述の2人と共にあっさり反逆。ディスコードの持っていたベル（どんな相手だろうと強制的に魔法を奪い取ることができる）を使い、今度こそエクエストリアを支配しようと3人で暗躍する。なお、3人で協力しているものの、お互い仲間意識はそれほどなく、エクエストリアを支配し脅威がなくなれば同盟は解散すると先に忠告している。終盤はプリンセス妹たちやディスコードによってヴィラン3人まとめて石化され、再起不能に陥った。
性格は陰謀を企て、残酷で、烈子で、操作的な個人であり、その主な関心事は権力を獲得し、彼女の変化する主題を養うこと。
ポニーではなく、虫のような姿を持った「チェンジリング」という魔物の一種で彼女はその長。
彼らは変身能力を持っており、どこかの誰かに成り代わり、その者に向けられる愛情を横取りすることで力をつけていく。
「クリサリス」とは英語で「さなぎ」という意味。
キングソンブラ（King Sombra）
声 - 藤田将利 / ジム・ミラー（シーズン3）、アルビン・サンダース（シーズン9）
シーズン3の1話と2話で初登場したヴィラン。キューティーマークは無し。種族はアンブラム（Umbrum）
ユニコーンだが、角が赤く湾曲している。一般的なオスポニーより体格が大きい。
千年前にクリスタル・エンパイアを乗っ取ったが、セレスティアとルナによって凍った北に追放された。
封印される直前、帝国に呪いをかけ国ごと道連れにして消えた。
千年後、クリスタルエンパイアの復活と同時に彼も戻ってきた。
スパイクやプリンセスケイデンス、クリスタルポニーたちがクリスタルハートを使ったことで敗北した。
シーズン5ではスターライトグリマーが歴史を変えた世界の一つに登場。
そクリスタルエンパイアを再度乗っ取り、エクエストリアの半分を征服していた。
プリンセスセレスティアとの戦争で、支配下にあるクリスタルポニーの軍隊の指揮をしていた。
シーズン9の1話では、グロガーによって復活し、クイーンクリサリス、コージィグロウ、ロードティレックと悪役同盟を結ぶように言われる。
しかし同盟に興味がなかったため自分一人でクリスタルエンパイアの奪還とエクエストリアの征服を試みる。
ハーモニーの木を破壊したりポニービルの住人たちを洗脳してトワイライトたちを追い詰めたが、最終的に敗北した。
ドクターカバーレロン（Dr. Caballeron）
声 - 不明 / マイケル・ドブソン

マニアック（Mane-iac）
声 - 不明 / エレン・ケネディ

キマイラ（Chimera）
声 - 不明 / エレン・ケネディ

ロードティレック（Lord Tirek）
声 - 不明 / マーク・アチソン
シーズン4の25話と26話で初登場したヴィラン。種族はケンタウロス。非常に権力に飢え、抑圧的で残忍で、虐待的で取りつかれている性格。
彼の犯罪とスコーパン（Scorpan）の裏切りのためにタルタロス（Tartarus）に送られた。
数年後、タルタロスから脱出し、ディスコードに加わってエクエストリアの魔法を盗みした。すべて魔法を盗んだ後、裏切られたディスコード、トワイライトスパークルを見つける。
残りの力でトワイライトたちを打ち負かそうとしたが、失敗してタルタロスに送り返されている。
自分は姿を消したが、シーズン8の25話と26話で再登場。コージィグロウの提案に応じて、トワイライトたちは彼に尋問するためにタルタロスに旅行しまう。自分はトワイライトたちをだましてタルタロスに閉じ込めさせることで、彼はトワイライトたちに正確に復讐するのを助けるために、プロテジェと手紙を交換していることを明らかにした。
コージィグロウは敗北後、ティレックは彼女と友達になる。
シーズン9を入る後、自分はコージィグロウ、クイーンクリサリスやグロガーを加入する。
シーズン9の終盤にて同じヴィランであるコージィグロウ、クリサリスと共に登場。この時は絵本のヴィラン、グロガーに化けたディスコードの指示に従いアーティファクトを集めるが、前述の2人と共にあっさり反逆。ディスコードの持っていたベル（どんな相手だろうと強制的に魔法を奪い取ることができる）を使い、今度こそエクエストリアを支配しようと3人で暗躍する。なお、3人で協力しているものの、お互い仲間意識はそれほどなく、エクエストリアを支配し脅威がなくなれば同盟は解散すると先に忠告している。終盤はプリンセス妹たちやディスコードによってヴィラン3人まとめて石化され、再起不能に陥った。
スターライトグリマー（Starlight Glimmer）
声 - 菊池こころ / ケリー・シェリダン
シーズン5で初登場したヴィラン。種はユニコーンマーレ。キューティーマークは2つの青いきらめくストリームを持つ紫と白の星。性別は女性。
1話と2話でトワイライトたちが町を平等に楽しむことを歓迎した。しかし、洞窟の中で彼女はトワイライトたちのキューティーマークをすべて取り腰に「同等マーク」を村けヒップした。性格は冷酷で寒い。
日中、フラッターシャイはバケツの水を落としその中ではそれをかわた。ポニーが水を乾かす、腰にキューティーマークが現れ、ポニーたちはあえぎでショックを受ける。
ポニーたちがキューティーマークを取り戻す、彼女はトワイライトたちのキューティーマークで逃げようとしたが失敗る。
終盤は復讐のためにどこかに逃亡する。
シーズン5の25と26話でトワイライトスパークルに復讐するために友情の城の中に現れた。タイムラインを台無しにする予定でトワイライトスパークルは彼女を過去に追いかけた。
トワイライトとのに対して一騎討ち間、サンバースト（Sunburst）でひどい子供の頃を覚えている。タイムラインペーパーを引き裂くとしたが失敗し、終盤はトワイライトによってよる友情の本義味について学ぶために修正を加えた。
改心した現在は精神的にも落ち着き、髪型も変えてトワイライトの瞳孔になり、トリクシーの友達になり、サンバーストと再会する。
スタージャン（Starian）
声 - （未定） / ビル・ニュートン

ネイジー凄惨様（Sir Neighsay）
声 - （未定） / モーリス・ラマーシュ

コージィグロウ（Cozy Glow）
声 - （未定） / スンニ・ウェストブルック
シーズン8で初登場したポニー。シーズン8より登場した子供のペガサス、シーズン7の後、トワイライトが建てた友情学校 (School of Friendship) に通っている。
大人しく、心優しい性格をしている。だが、成績に関しては人一倍怖がっており、キューティーマーククルセイダーズらに泣きつくこともしばしば、でも実は点数はそれほど悪くない。良くも悪くも子供らしいと言える。
シーズン8の12話で初登場、キューティーマーククルセイダーズらの家の前で泣いており、成績が悪いと彼女らに協力を依頼する。
が、実は彼女はスターライトの助手であり、キューティーマーククルセイダーズの能力を向上するために成績も全て仕組んでいたことを明かし、このことを謝罪した (キューティーマーククルセイダーズは全く気にしていなかったが)。
その後は友情学校が舞台の場面などでモブポニーとして登場するが、特にこれと言って本編に関わることはない。
シーズン8の22話でトワイライトを手伝っていたが、その後、学校の生徒グループのヤングシックス (Young Six) が学校地下探検をしていると、学校の地下にあるハーモニーの木を発見する。
なんと実はシーズン8のメインヴィランであり、前述の発見したハーモニーの木を利用し、エクエストリア中の魔法を回収し、自分がエクエストリアを支配する計画を立てていた。
本性は凶悪かつ残忍で、自分の計画を遂行するためならば拉致監禁も当然の如く行う外道。自身の可愛らしさを十二分に理解しており、その外見や警戒されにくい「カウンセラーの助手」という立場を生かして平気で人を騙す演技派。
シーズン8の25話と26話で計画はまず最大の障壁となるトワイライトたちを始末することろから始まり、彼女らに異変の黒幕はタルタロスに投獄されているロードティレックが犯人だと思わせ、タルタロスに向かわせた所をタルタロスの特性を利用し幽閉、事実上無力化させ、この後スターライトを利用して全エクエストリアの魔法を封印、その後ハーモニーの木のアーティファクトを使い自分が王国を支配するという算段であった。
学校の教師であるネイジーが事態の収集に動こうとした所、生徒たちを扇動し彼を拘束、自身が (臨時ではあるが) 校長となる。そして脅威になりうるキューティーマーククルセイダーズを言葉巧みに騙し、掃除用具の保管庫に監禁し、さらに最後まで自身の邪魔をするヤングシックスらが学校を破壊しようとしていると嘘の情報を吹き込み、生徒たちと敵対させ、とうとう計画の成就一歩手前まで漕ぎ着ける。
最終的にハーモニーの木邪魔が入り、彼女が奪った魔法が全て持ち主の元へ帰ってしまい、生徒らにも嘘がバレ、逃げようとしたもののヤングシックス、トワイライトたち、プリンセスたち、そしてロイヤルガードたちらに確保され、惜しくも敗北をされた。
その後、罰としてタルタロスに投獄されることとなる。まだ懲りておらず、隣のティレックに「やあ隣人さん? お友達にならない?」と語りかけていた（ティレック自身は鬱陶しく思っているようだが）。
シーズン9を入る後、自分はクイーンクリサリス、ティレックとグロガーを加入する。
シーズン9の終盤にて同じヴィランであるティレック、クイーンクリサリスと共に登場。この時は絵本のヴィラン、グロガーに化けたディスコードの指示に従いアーティファクトを集めるが、前述の2人と共にあっさり反逆。ディスコードの持っていたベル（どんな相手だろうと強制的に魔法を奪い取ることができる）を使い、今度こそエクエストリアを支配しようと3人で暗躍する。なお、3人で協力しているものの、お互い仲間意識はそれほどなく、エクエストリアを支配し脅威がなくなれば同盟は解散すると先に忠告している。終盤はプリンセス妹たちとディスコードによってヴィラン3人まとめて石化され、再起不能に陥った。
グロガー（Grogar）
声 - （未定） / ドク・ハリス
シーズン9で初登場したヴィラン。種はラム（Ram）。
ヴィランたちが自分に不慣れなコージィグローに説明するように、自分はかつて自分自身を土地の皇帝と宣言し、エクエストリアとして知られるようになり、恐怖なモンスターを作成して大混乱を引き起こした伝説の暴君。
残忍で邪悪な性格で、信じられないほどの魔法を持っている。
ヴィラン三人と進歩している間、最終的にシーズン9の24話でヴィラン三人は妖艶なベルの力で彼を裏切る計画を立てていた。
妖艶なベルが彼の力を排水した後、本人はディスコードであることが明らかになる。

### その他
大ウミヘビ（Sea Serpent）
声 - 岩崎ひろし / リー・トッカー
帰らずの森の川に住む紫色の大ウミヘビ。
「くねくねした紫の煙のようなもの（ナイトメアムーンの仕業）」に大切な右の口髭をちぎられた悲しみで暴れていたため、川が荒れていた。
彼を可哀相に思ったラリティがウミヘビの鋭い鱗を一つ剥ぎ、自分の尾を切り、ちぎられた彼の口髭の代わりに魔法でくっつける。
新しい口髭を気に入った大ウミヘビは喜び、落ち着いたことで荒れていた川は収まった。
マンティコア（Manticore）
帰らずの森に住んでいる魔物。
赤いたてがみを持ったライオンの姿で背中にはコウモリのような翼をもつ。
トワイライトらに突然襲い掛かってきて、一同はマンティコアと戦闘をする。
暴れていた原因が手に刺さったトゲ（ナイトメアムーンが作り出したもの）の痛みだということをフラッターシャイは気づいていた。
そのトゲをフラッターシャイに抜いてもらったことで大人しくなり、彼女に感謝して子猫のように顔をなめ続けた後、去っていった。
ドラゴン（Dragon）
声 - 玄田哲章 / ブルー・マンクマ
赤い体と背中に尖ったウロコを持つ巨大な大人のドラゴン。
エクエストリアにある頂上の山のほら穴で昼寝をしていた。いびきをかく度に黒い煙を出していた。
自分が寝ているほら穴の中にはたくさんの財宝があり、それを守っている。
友達を傷つけられて怒ったフラッターシャイに強く説教をされ、迷惑をかけたことを深く反省し、山を去っていった。
恐ろしい外見からは想像がつかないほど、本当は気弱で泣き虫な性格。一人称は「僕」。
パクパク虫（Parasprites）
ポニービルに現れた球体状の形をした小さな虫。体の色は赤、青、黄色、橙、紫、桃、茶で多彩。瞳の色は黄緑。
見惚れるほどかわいい外見をしているが、底なしの大食いで、作物を食べ尽くしてしまう厄介な生物。ゼコラ曰く「かわいいモンスター」で、ポニービルに現れたら終わりだと言っていた。増殖力が強く、増えるのが早い。1匹が口から吐き出した丸い嘔吐物から誕生するという仕組み。
トワイライトスパークルが食べ物を嫌いになる魔法をかけて食べ物嫌いにするが、逆にパクパク虫が建物や洋服などに標的移したうえ、その場にいたポニーが食べ物嫌いに陥ってしまった。最後はパクパク虫についてよく知っていたピンキーパイの音楽の演奏に合わせて町を出て行ったが、ポニービルの町は結果的に大損害を被った。
プリンセスセレスティアの話で、フィリーデルフィアという町にも現れていることが判明。
ホイティートイティー（Hoity Toity）
声 - 飛田展男 / トレバー・デュバル
キャンタロットのファッション界の大物であるアースポニーの男性。
濃い灰色の被毛にウェーブの掛かった白いたてがみ、さらにパイロットサングラスが特徴。キューティーマークは扇子。
ラリティがファッションショーを開くとのことで、その情報を元にポニービルにやって来た。しかし、想像力の疎いトワイライトらメンバーたちが要求した地味なドレスを否定し、屈辱を与えさせたが、翌日に再チャンスを与えさせる。そこでラリティの真のドレスを見直し、大いに好評した。12着ほどの衣装を注文するほど、彼女をファッションデザイナーとして認めた。
スピットファイア（Spitfire）
声 - 内山夕実 / ニコール・オリバー（『ソニックレインブーム!』）、ケリー・メッツガー（後続のすべての出演）
ワンダーボルツに所属するペガサス。
サファイアショアーズ（Sapphire Shores）
声 - 藤田奈央 / レナ・アナクエ
有名な歌手。青いたてがみに白いシルクハットとドレスが特徴的なポップスター系のアースポニーの女性。
ラリティのドレスが有名になっていることから、自らポニービルに訪れる。
ラリティの傑作品である宝石塗れのドレスを見た後、結果的には大好評し、ラリティ自身があまりの嬉しさに気絶するほどドレスを5着注文した。
「お客も気絶させちゃうわよ!」が口癖。キューティーマークは作画ミスで消失してしまった。
フォトフィニッシュ（Photo Finish）
声 - 愛河里花子 / タバサ・セント・ジェルマン
有名なカメラマンであるアースポニー。
水色の被毛と銀髪のおかっぱたてがみ、さらに赤い円形のサングラスと白黒ストライプのドレスが特徴。キューティーマークはドレスで隠れているため、不明。独特の片言口調で話す（英語版ではドイツ語訛り）。
元々ラリティのドレスを審査させようとしたのだが、モデルとなっていたフラッターシャイを気に入ってしまい、ラリティをそっちのけにしてフラッターシャイをファッションモデルスターにさせた。服のセンス・ポーズ・化粧の濃さなどのこだわりが強く、やや強引な一面がある。
ブレイバーン（Braeburn）
声 - 興津和幸 / マイケル・デインジャーフィールド・ホール
アップルジャックの親類であるポニーで、アップルーサに暮らしている。
明るい性格だが、緊急時でもアップルーサにある観光地の説明をするなど人の話を聞かないという欠点が見られる。
黄色の被毛、薄いオレンジ色のたてがみ、カウボーイカーディガンとハットが特徴。キューティーマークは赤いリンゴ。
リトルストロングハート（Little Strong Heart）
声 - 明坂聡美 / エリン・マシューズ
アップルーサの先住民であるバッファローの少女。
仲間と共に汽車を襲撃して、列車を切り離してアップルジャックの大切なリンゴの木をスパイクごと強奪した。
小さな体から身のこなしが軽く、すばしっこい動きで汽車の上でレインボーダッシュと対立した。
アップルーサの先住民族がリンゴの木を嫌っている理由と住処を奪われたという事情を知った彼女と友達になる。
先住民たちはドラゴンを神として、スパイクのことを崇拝していた。
チーフサンダーフーブス（Chief Thunder Hooves）
声 - 銀河万丈 / スコット・マクニール
アップルーサの先住民であるバッファローの一族の酋長。
一族は自分たちの住処のことでアップルーサのポニーたちと対立していた。
決闘時にサンダーフーブスが喰らったアップルパイがきっかけで、林檎農園の間にバッファローの通り道を作ることで解決し、ポニーたちと和解した。
シルバースター保安官（Sheriff Silver Star）
声 - 上田燿司 / ブライアン・ドラモンド
アップルーサの保安官。
プリンス・ブルーブラッド（Prince Blue Blood）
声 - 子安武人 / ヴィンセント・トン

ダーリンドゥー（Daring Doo）
声 - 高山みなみ / キアラ・ザンニ
レインボーダッシュが憧れる冒険家のペガサスポニー。アビソトルら悪党の野望を討ち果たすべく冒険に立ち向かう。
ダーリンドゥーシリーズに登場する伝説的なポニーで、かっこいいことが大好きなレインボーダッシュが最も憧れている女性。
AKイアーリングが書く大人気シリーズからトワイライトも大ファンで、全巻集めている。人気シリーズで多くの本が発売されている。
知恵と体力で数々の危険を冒険を成功させており、毎回悪人たちとの知恵比べも勝ち抜いている。
実は作者であるAKイアーリングの正体はダーリンドゥーであった。憧れの女性に狂喜するレインボーダッシュに最初は警戒と疑念を抱いて、相手にしなかった。
悪党から鍵を握る黄金のリングを取り返すべく、変装をして敵から買い取ろうとするが、宿敵との格闘戦になってしまう。
だが、動揺するレインボーダッシュのせいで邪魔が入り、敵に捕らえられてしまい、嫌味を飛ばすなど出会いは最悪の結果になろうとしていた。
しかし、敵に捕らえられピンチに陥っているところを助けられ、やっと打ち解けることができた。
今回の目的である神殿に仕掛けられたリングを外すため、ポニーたちと協力してギリギリで悪党の野望を打ち砕いた。
脱出後、レインボーダッシュと握手をしようとしたが、抱き着かれて戸惑いながらも笑顔で抱擁を交わした。
数日が経ち、レインボーダッシュの元にお礼と称して、レインボーダッシュを特別ゲストに迎えた最新作の本を優先して彼女に送った。
デザインは、レインボーダッシュの色違いになっており、冒険家に相応しい黒と茶色で統一されている。
クランキー・ドゥードゥル・ドンキー（Cranky Doodle Donkey）
声 - 菅生隆之 / リチャード・ニューマン
仏頂面で不機嫌そうな顔をしている茶色のロバの男性。
ずっとエクエストリア中を旅していた後、ひっそり静かに暮らすためにポニービルに引っ越してきた。
楽器や玩具などたくさんの荷物を荷車に入れて運んでいた。
間抜けに聞こえるという理由で、最初は「ドゥードゥル」と呼ばれるのを嫌がっていた。
エクエストリア以外にもメインハッタン、フィリーデルフィアにも行っていたらしい。
自分と友達になりたいというピンキーパイのことを拒否していたが、たくさん振り回される。
大切にしていた思い出アルバムをピンキーパイが不注意で燃やしてしまい、それに激怒し家から追い出す。
特別な友達を探しているという理由は、若い頃にパーティで出会った彼女、マチルダのことを探し続けていたということが判明。自分との再会を喜んだマチルダがキスをしたことがきっかけで本来の笑顔を取り戻し、ピンキーパイのことを許して友達になった。後にマチルダと一緒に静かに幸せに暮らしている。
黒い髪の毛はカツラで、頭がハゲている。若い頃はちゃんとたてがみがあったが、マチルダを探しているうちにハゲてなくなってしまった（カツラは、クモと勘違いしたピンキーパイに踏まれてボロボロになってしまう。代わりに道端に生えていた草を乗せるが、最後はラリティが作ったイケメンカツラをピンキーパイによって被せられたが後に気に入る）。
マチルダ（Matilda）
声 - 吉田麻実 / ブレンダ・クリックロウ
ポニービルでリンゴ売りをしている明るい茶色のロバの婦人女性。
白い馬の絵が描かれている水色のブローチが付いたカーディガンをかけており、水色のピアスをつけている。
ピンキーパイに自分の誕生日のお祝いの言葉をかけてもらった（誕生日は132日先だったが）。
実はクランキーが探していた彼女で、若い頃に彼とパーティーで出会っている。クランキーと同じく、思い出アルバムを持っている。
パーティーが終わった次の日に書置きを残して（クランキーは書置きに気付いていなかった）ポニービルに引っ越していた。
後にピンキーパイによってクランキーと再会ができ、ずっと笑顔をなくしていた彼の笑顔を取り戻す。
その後はクランキーの家で一緒に静かに幸せに暮らしている。クランキーのことを「ドゥードゥル」と呼んでいる。
バブスシード（Babs Seed）
声 - 池ヶ谷華菜子（シーズン3） / ブリンナ・ドラモンド
アップルブルームのいとこに当たる。茶色のボディと薄い赤色のたてがみを持つ。

ライトニングダスト（Lightning Dust）
声 - 不明 / ブリット・アーヴィン
女性ペガサスポニー。元ワンダーボルトメンバーやウォッシュアウトリーダー。
シーズン3の7話でレインボーダッシュと友情を築くワンダーボルト学校の士官候補生だった。しかし、アカデミーチームの運動中のレインボーダッシュの怪我を無視し、竜巻がレインボーダッシュの友人を危険にさらしたという事実を一掃した。
彼女の無謀さと他人の安全に対する完全な無視は、終盤にアカデミーから追放され、レインボーダッシュ「チームリーダー」の地位を与えることにつながる。
シーズン8の20話で「ウォッシュアウト」のリーダー兼創設者としての元ワンダーボルト同朋の「プロスタントチーム」。
簡単にスクータルーをウォッシュアウトに採用し、「非常に危険なスタント」を実行するつもりだったが、デビュー中に重傷を負う前にレインボーダッシュが介入した。ひづめがスクータルーの「スタントロケット」に取り付けられたロープに引っ掛かり、空に飛ぶと、彼女は引きずり込まれる。
終盤は空に引き寄せられると、彼女とレインボーダッシュは自分たちを「人生のライバル」と宣言する。
ミスピーチボトム（Ms. Peachbottom）
声 - 不明 / パトリシア・ドレイク

ミスハーシュウィニー（Ms. Harshwhinny）
声 - 不明 / ヴィーナ・スード

フラッシュセントリー（Flash Sentry）
声 - 野島健児 / ヴィンセント・トン

スリポロメア（Suri Polomare）
声 - 不明 / タバサ・セント・ジェルマン

ココポメル（Coco Pommel）
声 - 不明 / キャシー・ウェーゼルク

プリムヘムライン（Prim Hemline）
声 - 不明 / アシュリー・ボール

ゴールディデリーシャス（Goldie Delicious）
声 - 不明 / ピーター・ニュー

チーズサンドイッチ（Cheese Sandwich）
声 - 加藤寛規 / アル・ヤンコビック

トレンダーフーフ（Trenderhoof）
声 - 不明 / ドロン ・ベル

シーブリーズ（Seabreeze）
声 - 不明 / ブライアン・ドラモンド

ブリージー（The Breezies）
声 - 不明

シルバーシル（Silver Shill）
声 - 不明 / イアン・ジェームズ・コーレット

ダブルダイヤモンド（Double Diamond）
声 - （未定） / ブライアン・ドラモンド

シュガーベル（Sugar Belle）
声 - （未定） / レベッカ・ショイチェット

パーティーフェイバー（Party Favor）
声 - （未定） / サムエル・ビンセント

ナイトグライダー（Night Glider）
声 - （未定） / レベッカ・ショイチェット

トラブルシューズ（Trouble Shoes）
声 - （未定） / ジム・ミラー

ツリーハガー（Tree Hugger）
声 - （未定） / ニコール・オリバー

ラザフォード王子（Prince Rutherford）
声 - （未定） / ゲイリー・チョーク

ムーンダンサー（Moon Dancer）
声 - （未定） / カズミ・エバンス

サッシーサドルズ（Sassy Saddles）
声 - （未定） / ケリー・シェリダン

ファッションプレート（Fashion Plate）
声 - （未定） / ピーター・ケラミス

ウィンドライダー（Wind Rider）
声 - （未定） / ジャン・ラブソン

ストーミーフレア（Stormy Flare）
声 - （未定） / シディカ・ラープス

スポイルドリッチ（Spoiled Rich）
声 - （未定） / シャンタル・ストランド

ラスタードーン (Luster Dawn)
声 - （未定） / サブリナ・ピトレ
シーズン9の26話でトワイライトの学生として登場した。種はユニコーン。
最初に友人を作ることに重点を置いた学校のカリキュラムに関心がなく友情を時間の無駄と考え、代わりに独立した学習を追求するだが、トワイライトの話を聞いて友情の意味を知った彼女は付き合った友達と一緒に冒険に出ることにした。
サンバースト（Sunburst）
声 - （未定） / イアン・ハンリン

ファンシーパンツ（Fancy Pants）
声 - 堀内賢雄 / トレバー・デュバル

チェリージュビリー（）
声 - 平野文 / 未定

ドーナツ・ジョー（）
声 - 竹内栄治 / 未定

### 無生物
カブさん、石さん、糸くずさん、小麦粉さん

おしゃれパンツくん（Smarty Pants）
トワイライトがキューティーマーククルセイダーズと同じくらいの年齢の頃から持っていた古い馬のぬいぐるみ。
この時、トワイライトはプリンセス・セレスティアに友情のレポートを出していないことに気が付き、友情についての問題を見つけることができずピンチの状態で焦っていたため、さらに物が欲しくなる魔法をかけたことでポニーたちがぬいぐるみを奪い合って争うという大騒動が起きてしまった。
魔法が解けた後、ポニーたちはおしゃれパンツくんに興味をなくしたが、ビッグマッキントッシュだけは気に入ったのかそのまま持っていった。

## スタッフ
- Developed for Television / Exective Producer（シーズン1） - Lauren Faust
- Story Editor（シーズン1 - 2） - Rob Renzetti
- Supervising Director（シーズン1 - 5）→Consulting Director（シーズン5） - Jayson Thiessen
- Co-Director（シーズン1）→Director（シーズン2 - 3） - James Wootton
- Art Director - Ridd Sorenson
- Character Designers - Robin Mitchell、Mike Gilbert、Nicole Gauss、Rebecca Dart
- Prop Designer - Ted Willson
- Location Designers - Phil Caesar、Dave Dunnet
- Music - William Anderson
- Theme Song / Songs by - Daniel Ingram
- Voice Director - Terry Klassen
- Development & Creative Supervision - Linda M. Steiner、Brian Lenard
- Producer（シーズン1 - 4） - Sarah Wall
- アニメーション制作 - Studio B Productions→DHX Media/Vancouver、Hasbro Studios、Top Draw Animation
- 製作 - Hasbro Studios→Allspark Animation

## 各話リスト
右はアメリカで放送された日、左は日本で放送された日およびYouTubeにて配信された日を掲載する。

### シーズン1（2010年 - 2011年）
| 話数   | 話数   | サブタイトル               | 原題                         | 放送日or配信日     | 放送日or配信日               |
| 本放送 | ベスト | サブタイトル               | 原題                         | アメリカ合衆国の旗 | 日本の旗                     |
| ------ | ------ | -------------------------- | ---------------------------- | ------------------ | ---------------------------- |
| 01     | 01     | ようこそポニービルへ       | Friendship Is Magic - Part 1 | 2010年 10月10日    | 2013年 4月2日 2021年 9月11日 |
| 02     | 02     | トモダチは魔法             | Friendship Is Magic - Part 2 | 10月22日           | 4月9日 9月14日               |
| 03     | -      | チケットは誰のモノ?        | The Ticket Master            | 10月29日           | 4月16日 9月16日              |
| 04     | -      | 一人でできるもん!          | Applebuck Season             | 11月5日            | 4月23日 9月18日              |
| 05     | -      | いたずらパーティ           | Griffon the Brush-Off        | 11月12日           | 4月30日 9月21日              |
| 06     | -      | 大魔法使いトリクシー       | Boast Busters                | 11月19日           | 5月7日 9月23日               |
| 07     | -      | ドラゴン注意報             | Dragonshy                    | 11月26日           | 5月14日 9月25日              |
| 08     | 03     | お泊まり会をしよう!        | Look Before You Sleep        | 12月3日            | 5月21日 9月28日              |
| 09     | -      | ゼコラの呪い               | Bridle Gossip                | 12月10日           | 5月28日 9月30日              |
| 10     | -      | パクパクパニック!          | Swarm of the Century         | 12月17日           | 6月4日 10月2日               |
| 11     | 04     | 冬をお片付け               | Winter Wrap Up               | 12月24日           | 6月11日 10月5日              |
| 12     | 05     | あたしのキューティーマーク | Call of the Cutie            | 2011年 1月7日      | 6月18日 10月9日              |
| 13     | -      | アイアンポニーはどっち?    | Fall Weather Friends         | 1月28日            | 6月25日 10月15日             |
| 14     | 06     | ラリティのドレス           | Suited for Success           | 2月4日             | 7月2日 10月16日              |
| 15     | -      | ピンキーパイの予言!?       | Feeling Pinkie Keen          | 2月11日            | 7月9日 10月21日              |
| 16     | 07     | ソニックレインブーム!      | Sonic Rainboom               | 2月18日            | 7月16日 10月23日             |
| 17     | -      | ベビーシッターは大変       | Stare Master                 | 2月25日            | 7月23日 10月28日             |
| 18     | 08     | ドキドキライブ!            | The Show Stoppers            | 3月4日             | 7月30日 10月30日             |
| 19     | -      | アイ・ラブ・ラリティ!      | A Dog and Pony Show          | 3月11日            | 8月6日 11月4日               |
| 20     | 09     | モデルになっちゃった!      | Green Isn't Your Color       | 3月18日            | 8月13日 11月6日              |
| 21     | 10     | アップルーサの決闘         | Over a Barrel                | 3月25日            | 8月20日 11月11日             |
| 22     | -      | プリンセスのペット         | A Bird in the Hoof           | 4月8日             | 8月27日 11月13日             |
| 23     | 11     | キューティーマーク物語     | The Cutie Mark Chronicles    | 4月15日            | 9月3日 11月18日              |
| 24     | -      | やきもちスパイク           | Owl's Well That Ends Well    | 4月22日            | 9月10日 11月20日             |
| 25     | 12     | ひとりぼっちの誕生日       | Party of One                 | 4月29日            | 9月17日 11月25日             |
| 26     | 13     | 憧れのパーティ!            | The Best Night Ever          | 5月6日             | 9月24日 11月27日             |

### シーズン2（2011年 - 2012年）
| 話数   | 話数   | 通算 | サブタイトル                                | 原題                                | 放送日or配信日     | 放送日or配信日                |
| 本放送 | ベスト | 通算 | サブタイトル                                | 原題                                | アメリカ合衆国の旗 | 日本の旗                      |
| ------ | ------ | ---- | ------------------------------------------- | ----------------------------------- | ------------------ | ----------------------------- |
| 01     | 14     | 27   | 怪物ディスコード                            | The Return of Harmony - Part 1      | 2011年 9月17日     | 2013年 10月1日 2022年 1月20日 |
| 02     | 15     | 28   | リターン・オブ・ハーモニー                  | The Return of Harmony - Part 2      | 9月24日            | 10月8日 1月22日               |
| 03     | 16     | 29   | トワイライトがピンチ! （別題: 教訓がない!） | Lesson Zero                         | 10月15日           | 10月15日 1月27日              |
| 04     | -      | 30   | ナイトメアナイトの夜                        | Luna Eclipsed                       | 10月22日           | 10月22日 1月29日              |
| 05     | -      | 31   | おねえちゃんなんかキライ!                   | Sisterhooves Social                 | 11月5日            | 10月29日 2月3日               |
| 06     | -      | 32   | 恐怖のキューティーマーク                    | The Cutie Pox                       | 11月12日           | 11月5日 2月5日                |
| 07     | 17     | 33   | ペットコンテスト!                           | May the Best Pet Win!               | 11月19日           | 11月12日 2月10日              |
| 08     | -      | 34   | 謎のマスクポニー登場!                       | The Mysterious Mare Do Well         | 11月26日           | 11月19日 2月12日              |
| 09     | 18     | 35   | わたしもセレブ!                             | Sweet and Elite                     | 12月3日            | 11月26日 2月17日              |
| 10     | -      | 36   | くれくれスパイク                            | Secret of My Excess                 | 12月10日           | 12月3日 2月19日               |
| 11     | 20     | 37   | メリーメリーキャンタロット                  | Hearth's Warming Eve                | 12月17日           | 12月24日 2月24日              |
| 12     | 19     | 38   | 大好きグラニースミス                        | Family Appreciation Day             | 2012年 1月7日      | 12月10日 2月26日              |
| 13     | -      | 39   | ピンキーパイのベビーシッター                | Baby Cakes                          | 1月14日            | 12月17日 3月3日               |
| 14     | -      | 40   | アップルジャックの家出                      | The Last Roundup                    | 1月21日            | 2014年 1月2日 3月5日          |
| 15     | 21     | 41   | アップルサイダー対決                        | The Super Speedy Cider Squeezy 6000 | 1月28日            | 1月7日 3月10日                |
| 16     | -      | 42   | レインボーダッシュの秘密                    | Read It and Weep                    | 2月4日             | 1月14日 3月12日               |
| 17     | 22     | 43   | チアリー先生のお見合い                      | Hearts and Hooves Day               | 2月11日            | 1月21日 3月17日               |
| 18     | 23     | 44   | 笑顔が大好き!                               | A Friend in Deed                    | 2月18日            | 1月28日 8月21日               |
| 19     | -      | 45   | 弱気なフラッターシャイ                      | Putting Your Hoof Down              | 3月3日             | 2月4日 3月19日                |
| 20     | -      | 46   | 未来からのメッセージ                        | It's About Time                     | 3月10日            | 2月11日 3月24日               |
| 21     | -      | 47   | スパイクの悩み                              | Dragon Quest                        | 3月17日            | 2月18日 3月26日               |
| 22     | 24     | 48   | ハリケーンフラッターシャイ                  | Hurricane Fluttershy                | 3月24日            | 2月25日 3月31日               |
| 23     | -      | 49   | ゴシップポニー                              | Ponyville Confidential              | 3月31日            | 3月4日 4月2日                 |
| 24     | -      | 50   | 名探偵ピンキーパイ!                         | MMMystery on the Friendship Express | 4月7日             | 3月11日 4月6日                |
| 25     | 25     | 51   | ロイヤル・ウェディング パート1              | A Canterlot Wedding - Part 1        | 4月21日            | 3月18日 4月9日                |
| 26     | 26     | 52   | ロイヤル・ウェディング パート2              | A Canterlot Wedding - Part 2        | 4月21日            | 3月25日 4月13日               |

### シーズン3（2012年 - 2013年）
| 話数 | 通算 | サブタイトル                 | 原題                        | 放送日or配信日     | 放送日or配信日               |
| 話数 | 通算 | サブタイトル                 | 原題                        | アメリカ合衆国の旗 | 日本の旗                     |
| ---- | ---- | ---------------------------- | --------------------------- | ------------------ | ---------------------------- |
| 01   | 53   | クリスタルエンパイア パート1 | The Crystal Empire – Part 1 | 2012年 11月10日    | 2019年 8月3日 2023年 1月14日 |
| 02   | 54   | クリスタルエンパイア パート2 | The Crystal Empire – Part 2 | 2012年 11月10日    | 8月10日 1月22日              |
| 03   | 55   | ピンキーパイ大騒動!          | Too Many Pinkie Pies        | 11月17日           | 8月17日 1月28日              |
| 04   | 56   | 困った友達                   | One Bad Apple               | 11月24日           | 8月24日 2月4日               |
| 05   | 57   | 魔法対決                     | Magic Duel                  | 12月1日            | 8月31日 2月11日              |
| 06   | 58   | 眠れないポニービル           | Sleepless in Ponyville      | 12月8日            | 9月7日 2月18日               |
| 07   | 59   | ワンダーボルト学校           | Wonderbolts Academy         | 12月15日           | 9月14日 3月18日              |
| 08   | 60   | アップルファミリーの集まり   | Apple Family Reunion        | 12月22日           | 9月21日 4月1日               |
| 09   | 61   | スパイクの恩返し             | Spike at Your Service       | 12月29日           | 9月28日 4月8日               |
| 10   | 62   | 我慢だ、フラッターシャイ     | Keep Calm and Flutter On    | 2013年 1月19日     | 10月5日 4月15日              |
| 11   | 63   | スパイクの動物たちのお世話   | Just For Sidekicks          | 1月26日            | 10月12日 3月25日             |
| 12   | 64   | エクストリアゲーム           | Games Ponies Play           | 2月9日             | 10月19日 4月22日             |
| 13   | 65   | 不思議な魔法                 | Magical Mystery Cure        | 2月16日            | 10月26日 4月29日             |

### シーズン4（2013年 - 2014年）
| 話数 | 通算 | サブタイトル                     | 原題                               | 放送日or配信日     | 放送日or配信日               |
| 話数 | 通算 | サブタイトル                     | 原題                               | アメリカ合衆国の旗 | 日本の旗                     |
| ---- | ---- | -------------------------------- | ---------------------------------- | ------------------ | ---------------------------- |
| 01   | 66   | プリンセス・トワイライト パート1 | Princess Twilight Sparkle - Part 1 | 2013年 11月23日    | 2019年 11月2日 2023年 5月6日 |
| 02   | 67   | プリンセス・トワイライト パート2 | Princess Twilight Sparkle - Part 2 | 2013年 11月23日    | 11月9日 5月13日              |
| 03   | 68   | お城で大パニック!                | Castle Mane-ia                     | 11月30日           | 11月16日 5月20日             |
| 04   | 69   | ダーリンドゥーを止めろ!          | Daring Don't                       | 12月7日            | 11月23日 5月27日             |
| 05   | 70   | 勝つのはどっちだ?                | Flight to the Finish               | 12月14日           | 11月30日 6月3日              |
| 06   | 71   | 正義のヒーロー、パワーポニー     | Power Ponies                       | 12月21日           | 12月21日 6月10日             |
| 07   | 72   | コウモリの仕業!?                 | Bats!                              | 12月28日           | 12月28日 6月17日             |
| 08   | 73   | ラリティ、メインハッタンに行く   | Rarity Takes Manehattan            | 2014年 1月4日      | 2020年 1月4日 6月24日        |
| 09   | 74   | ピンキー・アップルパイ           | Pinkie Apple Pie                   | 1月11日            | 1月11日 7月1日               |
| 10   | 75   | レインボーダッシュが落ちた?      | Rainbow Falls                      | 1月18日            | 1月18日 7月8日               |
| 11   | 76   | 3人は多すぎる?                   | Three's a Crowd                    | 1月25日            | 2月1日 7月15日               |
| 12   | 77   | ピンキーのプライド               | Pinkie Pride                       | 2月1日             | 1月25日 7月22日              |
| 13   | 78   | シンプルに                       | Simple Ways                        | 2月8日             | 2月8日 7月29日               |
| 14   | 79   | 口パク大騒動                     | Filli Vanilli                      | 2月15日            | 2月15日 8月5日               |
| 15   | 80   | トワイライトとの時間             | Twilight Time                      | 2月22日            | 2月22日 8月13日 8月20日      |
| 16   | 81   | ブリージーズはつらいよ!          | It Ain't Easy Being Breezies       | 3月1日             | 2月22日 8月13日 8月20日      |
| 17   | 82   | 誰かが私を見守っている?          | Somepony to Watch Over Me          | 3月8日             | 2月29日 8月27日              |
| 18   | 83   | モードパイ                       | Maud Pie                           | 3月15日            | 3月7日 9月3日 9月10日        |
| 19   | 84   | スウィーティーベルのやきもち     | For Whom the Sweetie Belle Toils   | 3月22日            | 3月7日 9月3日 9月10日        |
| 20   | 85   | 信じる力                         | Leap of Faith                      | 3月29日            | 3月14日 9月17日 9月24日      |
| 21   | 86   | お勉強の時間                     | Testing, Testing, 1, 2, 3          | 4月5日             | 3月14日 9月17日 9月24日      |
| 22   | 87   | 交換しよう!                      | Trade Ya                           | 4月19日            | 2月29日 10月1日              |
| 23   | 88   | インスピレーション実現の魔法     | Inspiration Manifestation          | 4月26日            | 3月21日 10月8日 10月15日     |
| 24   | 89   | エクエストリアゲーム             | Equestria Games                    | 5月3日             | 3月21日 10月8日 10月15日     |
| 25   | 90   | トワイライトの王国 パート1       | Twilight's Kingdom - Part 1        | 5月10日            | 3月28日 10月22日 10月29日    |
| 26   | 91   | トワイライトの王国 パート2       | Twilight's Kingdom - Part 2        | 5月10日            | 3月28日 10月22日 10月29日    |

### シーズン5（2015年）
| 話数 | 通算 | サブタイトル                     | 原題                                | 放送日             | 放送日         |
| 話数 | 通算 | サブタイトル                     | 原題                                | アメリカ合衆国の旗 | 日本の旗       |
| ---- | ---- | -------------------------------- | ----------------------------------- | ------------------ | -------------- |
| 01   | 092  | キューティーマークの地図パート1  | The Cutie Map - Part 1              | 2015年 4月4日      | 2021年 12月2日 |
| 02   | 093  | キューティーマークの地図パート2  | The Cutie Map - Part 2              | 2015年 4月4日      | 12月3日        |
| 03   | 094  | お城を飾ろう                     | Castle Sweet Castle                 | 4月11日            | 12月6日        |
| 04   | 095  | アップルブルーム悪夢             | Bloom and Gloom                     | 4月18日            | 12月7日        |
| 05   | 096  | おやすみ、タンク                 | Tanks for the Memories              | 4月25日            | 12月8日        |
| 06   | 097  | アップルーサの厄介者             | Most Wanted                         | 5月2日             | 12月9日        |
| 07   | 098  | ディスコードだけ仲間外れ         | Make New Friends But Keep Discord   | 5月16日            | 12月10日       |
| 08   | 099  | グリフィンストーンの失われた宝物 | The Lost Treasure of Griffonstone   | 5月23日            | 12月13日       |
| 09   | 100  | 日常の一コマ                     | Slice of Life                       | 6月13日            | 12月14日       |
| 10   | 101  | プリンセススパイク               | Princess Spike                      | 6月20日            | 12月15日       |
| 11   | 102  | めちゃくちゃなパーティー         | Party Pooped                        | 6月27日            | 12月16日       |
| 12   | 103  | もう一度仲良くなろう             | Amending Fences                     | 7月4日             | 12月17日       |
| 13   | 104  | プリンセスルナの悪夢             | Do Princesses Dream of Magic Sheep? | 7月11日            | 12月20日       |
| 14   | 105  | キャンタロットブティック         | Canterlot Boutique                  | 9月12日            | 12月21日       |
| 15   | 106  | ポニー探偵ラリティ               | Rarity Investigates!                | 9月19日            | 12月23日       |
| 16   | 107  | メインハッタンでの騒動           | Made in Manehattan                  | 9月26日            | 12月24日       |
| 17   | 108  | 仲良し兄妹大会                   | Brotherhooves Social                | 10月3日            | 2022年 1月10日 |
| 18   | 109  | 失ったキューティーマークを求めて | Crusaders of the Lost Mark          | 10月10日           | 1月11日        |
| 19   | 110  | 言っちゃダメ、ピンキーパイ       | The One Where Pinkie Pie Knows      | 10月17日           | 1月12日        |
| 20   | 111  | 最悪のハーツウォーミング・イブ   | Hearthbreakers                      | 10月24日           | 1月13日        |
| 21   | 112  | 怖いんだってば                   | Scare Master                        | 10月31日           | 12月22日       |
| 22   | 113  | ディスコードがどうしたって       | What About Discord?                 | 11月7日            | 1月14日        |
| 23   | 114  | フーフィールド家とマックコルト家 | The Hooffields and McColts          | 11月14日           | 1月17日        |
| 24   | 115  | 最高のスター                     | The Mane Attraction                 | 11月21日           | 1月18日        |
| 25   | 116  | キューティーマークの意味パート1  | The Cutie Re-Mark - Part 1          | 11月28日           | 1月19日        |
| 26   | 117  | キューティーマークの意味パート2  | The Cutie Re-Mark - Part 2          | 11月28日           | 1月20日        |

### シーズン6（2016年）
| 話数 | 通算 | サブタイトル                               | 原題                             | 放送日             | 放送日         |
| 話数 | 通算 | サブタイトル                               | 原題                             | アメリカ合衆国の旗 | 日本の旗       |
| ---- | ---- | ------------------------------------------ | -------------------------------- | ------------------ | -------------- |
| 01   | 118  | クリスタルの儀式パート1                    | The Crystalling - Part 1         | 2016年 3月26日     | 2022年 2月28日 |
| 02   | 119  | クリスタルの儀式パート2                    | The Crystalling - Part 2         | 2016年 3月26日     | 3月1日         |
| 03   | 120  | モードパイへのプレゼント                   | The Gift of the Maud Pie         | 4月2日             | 3月2日         |
| 04   | 121  | キューティーマークって何なの?              | On Your Marks                    | 4月9日             | 3月3日         |
| 05   | 122  | 炎の挑戦                                   | Gauntlet of Fire                 | 4月16日            | 3月4日         |
| 06   | 123  | 二度目はない                               | No Second Prances                | 4月30日            | 3月7日         |
| 07   | 124  | 新入りレインボーダッシュ                   | Newbie Dash                      | 5月7日             | 3月8日         |
| 08   | 125  | ハーツウォーミングストーリー               | A Hearth's Warming Tail          | 5月14日            | 3月9日         |
| 09   | 126  | ファッションストリートで生き残るために     | The Saddle Row Review            | 5月21日            | 3月11日        |
| 10   | 127  | アップルジャックの休日                     | Applejack's "Day" Off            | 5月28日            | 3月14日        |
| 11   | 128  | フラッターシャイの悩み                     | Flutter Brutter                  | 6月4日             | 3月15日        |
| 12   | 129  | 人生は香辛料のようなもの                   | Spice Up Your Life               | 6月11日            | 3月16日        |
| 13   | 130  | ファンとアンチは紙一重                     | Stranger Than Fan Fiction        | 7月30日            | 3月17日        |
| 14   | 131  | めちゃくちゃなアップルウッドダービーレース | The Cart Before The Ponies       | 8月6日             | 3月18日        |
| 15   | 132  | 28回のいたずらのあと…                      | 28 Pranks Later                  | 8月13日            | 3月21日        |
| 16   | 133  | チェンジリングとして生きること             | The Times They Are a Changeling  | 8月22日            | 3月20日        |
| 17   | 134  | ダンジョン＆ディスコード                   | Dungeons & Discords              | 8月27日            | 3月23日        |
| 18   | 135  | バックボールシーズン                       | Buckball Season                  | 9月3日             | 3月24日        |
| 19   | 136  | キューティーマークが問題だ                 | The Fault in Our Cutie Marks     | 9月10日            | 3月10日        |
| 20   | 137  | ビバ・ラスペガサス                         | Viva Las Pegasus                 | 9月17日            | 3月25日        |
| 21   | 138  | やることなすこと失敗の連続                 | Every Little Thing She Does      | 9月24日            | 3月28日        |
| 22   | 139  | 片方の言い分を鵜呑みにしたらダメだ         | P.P.O.V. (Pony Point of View)    | 10月1日            | 3月29日        |
| 23   | 140  | アップル家の嘘                             | Where The Apple Lies             | 10月8日            | 3月30日        |
| 24   | 141  | 最高のワンダーボルト                       | Top Bolt                         | 10月15日           | 3月31日        |
| 25   | 142  | 初心に戻ろうパート1                        | To Where and Back Again - Part 1 | 10月22日           | 4月1日         |
| 26   | 143  | 初心に戻ろうパート2                        | To Where and Back Again - Part 2 | 10月22日           | 4月4日         |

### シーズン7（2017年）
| 話数 | 通算 | 原題                              | 放送日             |
| 話数 | 通算 | 原題                              | アメリカ合衆国の旗 |
| ---- | ---- | --------------------------------- | ------------------ |
| 01   | 144  | Celestial Advice                  | 2017年 4月15日     |
| 02   | 145  | All Bottled Up                    | 2017年 4月15日     |
| 03   | 146  | A Flurry of Emotions              | 4月22日            |
| 04   | 147  | Rock Solid Friendship             | 4月29日            |
| 05   | 148  | Fluttershy Leans In               | 5月6日             |
| 06   | 149  | Forever Filly                     | 5月13日            |
| 07   | 150  | Parental Glideance                | 5月20日            |
| 08   | 151  | Hard to Say Anything              | 5月27日            |
| 09   | 152  | Honest Apple                      | 6月3日             |
| 10   | 153  | A Royal Problem                   | 6月10日            |
| 11   | 154  | Not Asking for Trouble            | 6月17日            |
| 12   | 155  | Discordant Harmony                | 8月5日             |
| 13   | 156  | The Perfect Pear                  | 8月5日             |
| 14   | 157  | Fame and Misfortune               | 8月12日            |
| 15   | 158  | Triple Threat                     | 8月19日            |
| 16   | 159  | Campfire Tales                    | 8月26日            |
| 17   | 160  | To Change a Changeling            | 9月2日             |
| 18   | 161  | Daring Done                       | 9月9日             |
| 19   | 162  | It Isn't the Mane Thing About You | 9月16日            |
| 20   | 163  | A Health of Information           | 9月23日            |
| 21   | 164  | Marks and Recreation              | 9月30日            |
| 22   | 165  | Once Upon a Zeppelin              | 10月7日            |
| 23   | 166  | Secrets and Pies                  | 10月14日           |
| 24   | 167  | Uncommon Bond                     | 10月21日           |
| 25   | 168  | Shadow Play - Part 1              | 10月28日           |
| 26   | 169  | Shadow Play - Part 2              | 10月28日           |

### シーズン8（2018年）
| 話数 | 通算 | 原題                        | 放送日             |
| 話数 | 通算 | 原題                        | アメリカ合衆国の旗 |
| ---- | ---- | --------------------------- | ------------------ |
| 01   | 170  | School Daze - Part 1        | 2018年 3月24日     |
| 02   | 171  | School Daze - Part 2        | 2018年 3月24日     |
| 03   | 172  | The Maud Couple             | 3月31日            |
| 04   | 173  | Fake It 'Til You Make It    | 4月7日             |
| 05   | 174  | Grannies Gone Wild          | 4月14日            |
| 06   | 175  | Surf and/or Turf            | 4月21日            |
| 07   | 176  | Horse Play                  | 4月28日            |
| 08   | 177  | The Parent Map              | 5月5日             |
| 09   | 178  | Non-Compete Clause          | 5月12日            |
| 10   | 179  | The Break Up Breakdown      | 5月19日            |
| 11   | 180  | Molt Down                   | 5月26日            |
| 12   | 181  | Marks for Effort            | 6月2日             |
| 13   | 182  | The Mean 6                  | 6月9日             |
| 14   | 183  | A Matter of Principals      | 8月4日             |
| 15   | 184  | The Hearth's Warming Club   | 8月4日             |
| 16   | 185  | Friendship University       | 8月11日            |
| 17   | 186  | The End in Friend           | 8月18日            |
| 18   | 187  | Yakity-Sax                  | 8月25日            |
| 19   | 188  | On the Road to Friendship   | 9月1日             |
| 20   | 189  | The Washouts                | 9月8日             |
| 21   | 190  | A Rockhoof and a Hard Place | 9月15日            |
| 22   | 191  | What Lies Beneath           | 9月22日            |
| 23   | 192  | Sounds of Silence           | 9月29日            |
| 24   | 193  | Father Knows Beast          | 10月6日            |
| 25   | 194  | School Raze - Part 1        | 10月13日           |
| 26   | 195  | School Raze - Part 2        | 10月13日           |

### ホリデースペシャル（2018年）
| 話数 | 通算 | サブタイトル                          | 原題                           | 放送日             | 放送日                  |
| 話数 | 通算 | サブタイトル                          | 原題                           | アメリカ合衆国の旗 | 日本の旗                |
| ---- | ---- | ------------------------------------- | ------------------------------ | ------------------ | ----------------------- |
| 1    | 196  | マイリトルポニー 〜最高のプレゼント〜 | My Little Pony: Best Gift Ever | 2018年 10月27日    | 2019年 12月7日 12月14日 |

### シーズン9（2019年）
| 話数 | 通算 | 原題                              | 放送日             |
| 話数 | 通算 | 原題                              | アメリカ合衆国の旗 |
| ---- | ---- | --------------------------------- | ------------------ |
| 01   | 197  | The Beginning of the End - Part 1 | 2019年 4月6日      |
| 02   | 198  | The Beginning of the End - Part 2 | 2019年 4月6日      |
| 03   | 199  | Uprooted                          | 4月13日            |
| 04   | 200  | Twilight's Seven                  | 4月20日            |
| 05   | 201  | The Point of No Return            | 4月27日            |
| 06   | 202  | Common Ground                     | 5月4日             |
| 07   | 203  | She's All Yak                     | 5月11日            |
| 08   | 204  | Frenemies                         | 5月18日            |
| 09   | 205  | Sweet and Smoky                   | 5月25日            |
| 10   | 206  | Going to Seed                     | 6月1日             |
| 11   | 207  | Student Counsel                   | 6月8日             |
| 12   | 208  | The Last Crusade                  | 6月15日            |
| 13   | 209  | Between Dark and Dawn             | 6月22日            |
| 14   | 210  | The Last Laugh                    | 8月3日             |
| 15   | 211  | 2, 4, 6, Greaaat                  | 8月10日            |
| 16   | 212  | A Trivial Pursuit                 | 8月17日            |
| 17   | 213  | The Summer Sun Setback            | 8月24日            |
| 18   | 214  | She Talks to Angel                | 8月31日            |
| 19   | 215  | Dragon Dropped                    | 9月7日             |
| 20   | 216  | A Horse Shoe-In                   | 9月14日            |
| 21   | 217  | Daring Doubt                      | 9月21日            |
| 22   | 218  | Growing Up is Hard to Do          | 9月28日            |
| 23   | 219  | The Big Mac Question              | 10月5日            |
| 24   | 220  | The Ending of the End - Part 1    | 10月12日           |
| 25   | 221  | The Ending of the End - Part 2    | 10月12日           |
| 26   | 222  | The Last Problem                  | 10月12日           |

### 劇場版
| 話数 | サブタイトル                                                        | 原題                                                 | 放送日             | 放送日                |
| 話数 | サブタイトル                                                        | 原題                                                 | アメリカ合衆国の旗 | 日本の旗              |
| ---- | ------------------------------------------------------------------- | ---------------------------------------------------- | ------------------ | --------------------- |
| 1    | マイリトルポニー: エクエストリア・ガールズ                          | My Little Pony: Equestria Girls                      | 2013年 6月16日     | 2015年 10月6日        |
| 2    | マイリトルポニー: エクエストリア・ガールズ - 虹の冒険               | My Little Pony: Equestria Girls – Rainbow Rocks      | 2014年 9月27日     | 10月12日              |
| 3    | マイリトルポニー: エクエストリア・ガールズ - フレンドシップ・ゲーム | My Little Pony: Equestria Girls – Friendship Games   | 2015年 9月26日     | 12月29日              |
| 4    | マイリトルポニー: エクエストリア・ガールズ - エバーフリーの伝説     | My Little Pony: Equestria Girls - Legend of Everfree | 2016年 10月1日     | 2017年 2月1日         |
| 5    | 映画マイリトルポニー プリンセスの大冒険                             | My Little Pony: The Movie                            | 2017年 10月6日     | 2018年 12月5日（DVD） |
| 6    | マイリトルポニー〜虹の終わりの町〜                                  | My Little Pony: Rainbow Roadtrip                     | 2019年 6月29日     | 2019年 12月13日       |

## 日本での放送
2013年1月23日に行われた「ブシロード新プロジェクト発表会」において日本での放送が発表された。一部主要キャラクターの声優にはミルキィホームズが起用された。シーズン2までが、2013年4月2日から2014年10月17日までテレビ東京ほかにて放送された。2014年4月1日から同年9月23日までは傑作選として『マイリトルポニー〜トモダチは魔法〜 ベストセレクション』を放送しているが、単なる再放送ではなく、一部では日本語吹き替えでの誤訳の修正が行われている。番組最後には実写パートであるミニコーナー『リトルポニーTV』（リトルポニーティービー）が入る。出演はトワイライトスパークル（声 - 沢城みゆき）とミモリン（演 - 三森すずこ）。
2015年10月6日からNetflixで劇場版作品の日本語吹き替え版が配信されている。また、テレビシリーズのNetflixでの配信では、英語音声も選択可能になっているが、日本版主題歌と『リトルポニーTV』はカットされている。
シーズン3以降については、シーズン3、4が2019年8月3日から2020年3月28日までDlifeで放送され、シーズン5、シーズン6が2021年12月2日から2022年4月4日までディズニー・チャンネルで放送された。吹き替え声優はシーズン2までとは一新されている。
2021年9月11日からYouTubeの「My Little Pony マイリトルポニー〜日本語」チャンネルにてシーズン1 - 4の日本語吹き替え版が配信されている。シーズン1、2のみテレビ東京放送時にカットされた部分はシーズン3以降の声優で追加収録され、ノーカット版となっていた。シーズン4の配信日時は2023年5月6日から8月5日まで毎週土曜日に行われ、同年8月13日から毎週日曜日に行っている。

### スタッフ（日本語吹き替え版）
- 日本語版監修 - 石川裕人
- 日本語版演出 - 打越領一
- 歌唱演出 - 市之瀬洋一
- ヴォーカルエディット - 武田二郎
- 翻訳 - 辺見真起子、和爾桃子、佐藤朝子、寺尾知寿子
- 歌詞字幕 - 石田泰子
- 録音・調整 - 武田将仁、金谷和美、板垣良美
- 録音 - ACスタジオ、スタジオ・ユニ
- EED - 吉村政孝、武藤努、土屋英明
- アソシエイトプロデューサー - 森田和寛
- プロデューサー - 渡邊愛美、可知秀幸
- 編集スタジオ - テクノマックス
- 制作プロダクション - ACクリエイト
- 制作担当 - 成田まなみ
- 製作 - AT-X、ウィーヴ[48]

### スタッフ（実写パート制作）
- ディレクター - 星健太
- 構成 - 永野たかひろ
- 技術 - 権四郎
- 衣裳 - 本間千聖、Ayuchi 鎌田里美
- メイク - 後藤るみ、raftel 小林麗子
- MA - プロセンスタジオ
- 制作プロダクション - アナロジカル

### 主題歌
オープニングテーマ
「ミライスタート」（第1話 - 第13話）
作詞 - 畑亜貴 / 作曲 - 俊龍 / 編曲 - Sizuk / 歌 - 三森すずこ
「マジカル大☆大☆大冒険!」（第14話 - 第39話）
作詞 - Funta / 作曲 - 白戸佑輔 / 編曲 - Funta7 / 歌 - 七森中☆ごらく部 in マイリトルポニー
「夢見る!信じる!未来叶えて!」（第40話 - 第52話、ベストセレクション〈第14話 - 第26話〉）
作詞 - しほり / 作曲 - 太田雅友 / 編曲 - EFFY / 歌 - 三森すずこ
「ラッキーガール」（ベストセレクション〈第1話 - 第13話〉）
作詞 - Silent Siren / 作曲 - クボナオキ / 編曲 - クボナオキ&samfree / 歌 - Silent Siren（DREAMUSIC・）
「My Little Pony テーマソング」（第53話 - ）
作詞 - Rebecca Shoichet / 歌 - 塙真奈美（セリフ：みすずりえ、和泉忍、小川夏実、田端佑佳奈、尾崎未來）
エンディングテーマ
「片思いの唐揚げ」（第1話 - 第26話）
作詞 - 秋元康 / 作曲・編曲 - 若田部誠 / 歌 - あまくち姫（HKT48）
「step by step」（第27話 - 第52話）
作詞 - Suzu / 作曲 - Suzu、Erik Lidbom / プロデュース&編曲 - Erik Lidbom / 歌 - Suzu
「My Little Pony テーマソングフル版」（ベストセレクション）
歌 - Rebecca Shoichet
歌詞は全て英語版の物を使用している。

### 放送局
| 放送期間 | 放送時間 | 放送局                 | 対象地域       | 備考      |
| --- | --- | ---------------------- | -------------- | --------- |
| 2013年4月2日 - 2014年9月23日 | 火曜 7:30 - 8:00 | テレビ東京             | 関東広域圏     |           |
| | | テレビ北海道           | 北海道         |           |
| | | テレビ愛知             | 愛知県         |           |
| | | テレビせとうち         | 岡山県・香川県 |           |
| 2013年4月6日 - 2014年9月27日 | 土曜 6:20 - 6:50 | テレビ大阪             | 大阪府         |           |
| | | TVQ九州放送            | 福岡県         |           |
| 2013年4月18日 - 2014年4月10日 | 木曜 20:30 - 21:00 | AT-X                   | 日本全域       | 製作局    |
| 2013年4月19日 - 2014年10月17日 | 金曜 19:30 - 20:00 | ニコニコ生放送         | ネット配信     | [ 注 22 ] |
| 2018年8月4日 - 2019年7月27日 | 土曜 8:30 - 9:00 | Dlife                  | BS放送         |           |
| 2018年9月3日 - 2019年1月25日 2018年9月16日 - 2019年3月24日 2018年10月14日 - 2019年2月1日 2019年2月4日 - 2020年 2018年10月13日 - 2020年 2021年2月1日 - 2021年 2021年 - 2021年12月1日 | 月曜 - 金曜 7:00 - 7:30 日/月曜 1:30 - 2:00 月曜 - 金曜 14:00 - 14:30 月曜 - 金曜 15:30 - 16:00 土/日曜 10:00 - 10:30 月曜 - 金曜 10:30 - 11:00 月曜 - 金曜 7:00 - 7:30 | ディズニー・チャンネル | CS放送         |           |
| テレビ東京系列では字幕放送、二ヶ国語放送対応。 | |                        |                |           |

| 放送期間 | 放送時間 | 放送局                 | 対象地域 | 備考   |
| --- | --- | ---------------------- | -------- | ------ |
| 2019年8月3日 - 2020年3月28日 2020年2月22日 - 3月28日 | 土曜 8:30 - 9:00 土曜 9:30 - 10:00 | Dlife                  | BS放送   | 製作局 |
| 2019年9月1日 - 2021年5月30日 2019年 - 2021年1月29日 2021年4月22日 - 2021年 2021年12月2日 - 2022年4月4日 2022年6月28日 - 7月15日 2023年2月20日 - 5月2日 2023年8月28日 - 11月10日 | 土/日曜 10:00 - 10:30 月 - 金曜 12:30 - 12:55 月曜 - 金曜 10:30 - 11:00 月曜 - 金曜 7:00 - 7:30 月曜 - 金曜 15:00 - 15:30 月曜 - 金曜 7:00 - 7:30 月曜 - 金曜 6:00 - 6:30 月曜 - 金曜 12:00 - 12:30 | ディズニー・チャンネル | CS放送   |        |

| テレビ東京 火曜 7:30 - 8:00                                | テレビ東京 火曜 7:30 - 8:00 | テレビ東京 火曜 7:30 - 8:00 |
| 前番組                                                     | 番組名 | 次番組 |
| ---------------------------------------------------------- | --- | --- |
| 獣旋バトル モンスーノ（再放送） （2013年1月8日 - 3月26日） | マイリトルポニー 〜トモダチは魔法〜 （第1話 - 第52話） （2013年4月2日 - 2014年3月25日） ↓ マイリトルポニー 〜トモダチは魔法〜 ベストセレクション （2014年4月1日 - 9月23日） | カリメロ（第3作） ※7:30 - 7:45 （2014年10月7日 - 2015年3月31日） GON -ゴン-（再放送） ※7:45 - 8:00 （2014年10月7日 - 2015年3月31日） |

## ビデオソフト

### DVD
フロンティアワークスより6枚組DVD-BOXとして2015年9月9日に発売された。
- DVD収録の本編映像は、テレビ東京ほかにて放送されたものとは異なるフォーマットで収録されることになった。
- タイアップによる主題歌は収録されないが、エンドロールはそのままという形態を取ることになった。
- DVD収録の音声は、特定のシーンを除き日本語のみとなっている。
- 姫川AKIRAによる描き下ろし漫画とDISC-6に収録される『リトルポニーTV』（トワイライトスパークルとミモリンによるミニコーナー集）が付属する。

| 発売日       | 収録話 | 規格品番                                            |
| ------------ | --- | --------------------------------------------------- |
| 2015年9月9日 | DISC-1：第1話 - 第9話 DISC-2：第10話 - 第18話 DISC-3：第19話 - 第27話 DISC-4：第28話 - 第36話 DISC-5：第37話 - 第45話 DISC-6：第46話 - 第52話 | 限定版：FFBA-9003 アンコール・プレス盤：FFBA-9003EP |

### Blu-ray
フロンティアワークスより2枚組BD-BOX
| 発売日        | 収録話                              | 規格品番          |
| ------------- | ----------------------------------- | ----------------- |
| 2017年4月26日 | DISC-1：シーズン1 DISC-2：シーズン2 | 限定版：FFXA-9008 |

## 漫画
IDWパブリッシングとハズブロはこの番組の漫画化権を手に入れており、2012年11月からケイティ・クック作・アンディ・プライス画のコンビによる漫画本の出版が開始された。
10月初頭の時点で第1号の事前予約は、その月のほかの漫画本よりも高い9万件を超えており、11月上旬の時点で10万件を突破し、IDWは第2刷発行を決定した。第1号は全19種類の異なる表紙があり、一部は特定の店舗でしか手に入らないうえに数に限りがある。初期の8巻は『ウォーキング・デッド』とともに人気タイトルとなり、マーベル・DC以外の出版社では珍しく月刊アメコミトップ100にランクインし続けている。この成功を受けて、特定のキャラクターにスポットライトを当てた読み切り漫画シリーズ"マイクロシリーズ"が発行された他Equestria Girlsを原作とした漫画も刊行された。
日本では2013年4月からの放送開始を受け、2013年8月12日から姫川AKIRAによるコミカライズ版がぷっちぐみで連載開始された。

## 評価

### 批評家たちからの評価
この番組は批評家たちから好意的な評価が寄せられた。A.V.クラブのTodd VanDerWerffは、この番組は純粋な喜びに満ちていると評し、他の大人受けの良い作品にありがちな冷笑が控え目になっていると話した。彼は、キャラクターの様式化された見た目や、ストーリーが相互に絡んでいること、そしてしっかりとしたジョークが子供たちだけでなく親も楽しめると評し、彼の下した総合評価はB+だった。同じくA.V.クラブのGenevieve Koskiは、VanDerWerffに続き、この番組はオタク文化に入り込むことによって、同ジャンルの他の番組よりも幅広く受け入れられたと評価している。
親の視点から子供のためのメディアを見るコモン・センス・メディアのエミリー・アシュビーは、「友情・寛容・尊敬の大切さを教えてくれる」としつつも、「この番組は長年おもちゃや本などのグッズに基づいてきたため、この番組のキャラクターの影響力が子供の欲望を刺激するものだということを、親は忘れてはならない」とし、5つ星満点中4つ星を与えた。
LAウィークリーのLiz Ohanesianは、「堅苦しくなりすぎずに友情の大切さを教えてくれる点においては素晴らしく天才的である」と評した。
また、WIREDで"en:GeekDad"というコラムを執筆しているマット・モーガンは、「長年続いてきたこのシリーズは、オタクっぽい雰囲気を漂わせて変化をつけることで、設定のリセットに成功している」と評し、オタクな父親が娘と楽しめる数少ない作品の一つであると評価している。

### ファンダムの形成

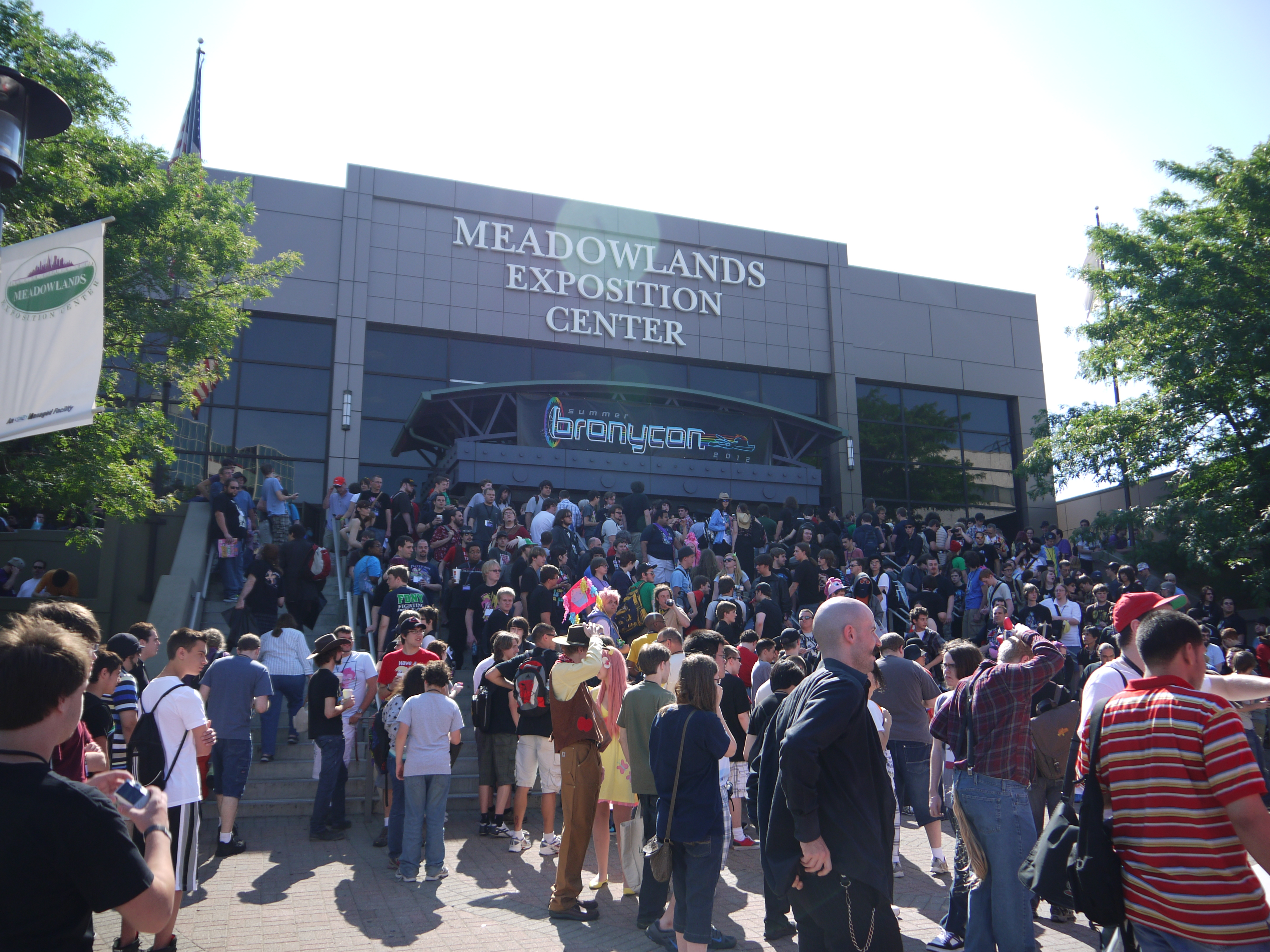
2012年のブロニーコンの様子

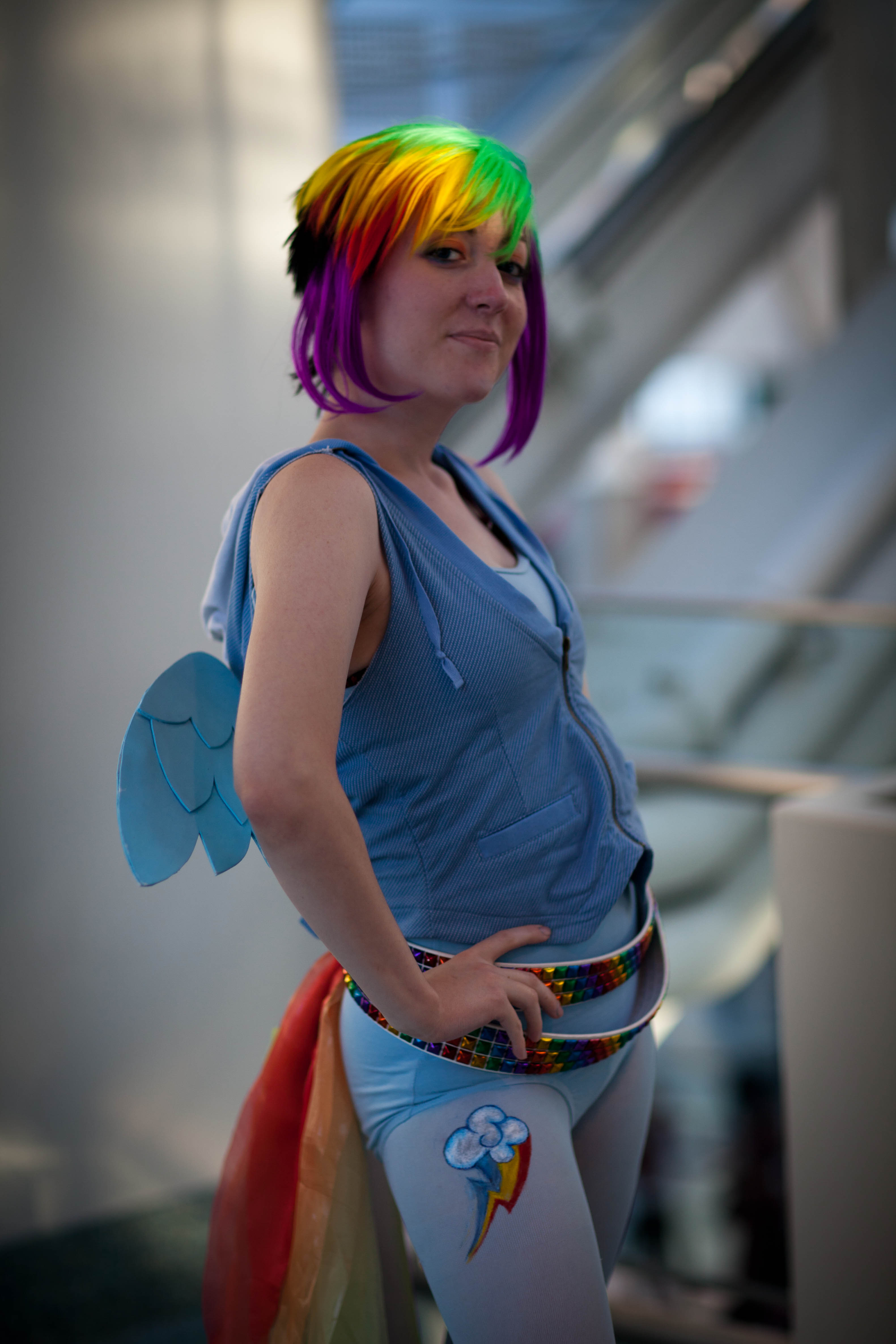
Anime Expo2011で、このアニメに登場するキャラクター・レインボーダッシュのコスプレをするコスプレイヤー

幼い女児とその母親をターゲットにしたにもかかわらず、このアニメはインターネット上で大きな話題となり、アメリカ合衆国において13歳から35歳までの男性のファンが急増した。電子掲示板4chanにいるアニメファンたちは、Amidiによるこの番組に対する批評や、現在のアニメーションの流行に対して反応している。
4chanでのやり取りの結果、インターネット上のほかのコミュニティにもこの番組への関心は広まり、en:New Sincerityの公開や、二次創作の制作、ファンサイト開設、さらには大会まで開かれるほどの盛況ぶりとなった。このようなファンたちは自身を「ブロニー」（brotherの口語体であるbroとponyのかばん語）と呼んでいる。
いわゆる大きいお友達の出現はハズブロやファウストといった番組に携わる者たちにとって予想外だったが、彼らはそれを受け入れ、 早い段階から著作権を気にせずにファンたちが自由に創作物を作れるようにしたり、おもちゃや本編中にファンサービスをほんの少し取り入れている。